# ABBA
Gli ABBA sono stati un gruppo musicale pop svedese formatosi nel 1972.
Spesso considerati tra i gruppi musicali di maggior successo di sempre; nella loro lunga carriera hanno venduto più di 150 milioni di dischi in tutto il mondo, con una costante vendita ogni anno. Gli ABBA hanno raggiunto un successo mondiale e sono considerati tra i più celebri esponenti della musica pop internazionale.
Il nome del gruppo è un acronimo formato dalle lettere iniziali dei nomi dei membri (Agnetha, Benny, Björn e Anni-Frid), e lo si trova scritto anche come Abba. Nella seconda versione del logo del gruppo, a partire dal 1976 la prima 'B' appare rovesciata (ᗅᗺᗷᗅ) su tutte le copertine dei loro dischi e sul materiale promozionale.
Il gruppo si costituì intorno al 1972 con la formazione che avrebbe sempre mantenuto: Björn Ulvaeus, Benny Andersson, Agnetha Fältskog e Anni-Frid Lyngstad (meglio conosciuta come "Frida"). Quattro anni dopo erano già all'apice della loro carriera musicale, dopo aver vinto l'edizione dell'Eurovision Song Contest del 1974 con Waterloo; da allora raggiunsero grande successo e popolarità mondiali. Al massimo della loro celebrità, entrambi i matrimoni dei componenti del gruppo (Björn con Agnetha e Benny con Frida) fallirono.
Il gruppo si sciolse nel 1982 e, per più di trent'anni, nessuna riunione venne più progettata dai quattro; nel 2000 fu proposto agli ABBA di riunirsi per un tour di cento concerti in cambio di un compenso pari a un miliardo di dollari, ma rifiutarono "per non deludere i fan".
Il 15 marzo 2010 sono stati inseriti nella Rock and Roll Hall of Fame.
Nel 2018 annunciano il ritorno all'attività, riprendendo a incidere due nuovi brani, di cui uno intitolato I Still Have Faith in You. Il ritorno si fa attendere, anche a causa della pandemia di coronavirus, fino al 2 settembre 2021, quando finalmente vengono pubblicati due nuovi singoli (I Still Have Faith in You e Don't Shut Me Down) come anteprima di un intero nuovo album, intitolato Voyage, uscito il 5 novembre 2021, e viene annunciata una serie di concerti a Londra a partire dal maggio 2022.
In un'intervista del 2022 sul quotidiano Britannico The Guardian, Benny Andersson affermò: "non ci sarà più nulla di tutto ciò", replicando che Voyage sarebbe stata l'ultima collaborazione come ABBA, sancendo così lo scioglimento definitivo del gruppo.
"Lo scioglimento del 1982 è stato causato da contrasti a livello di gruppo mentre questo è amichevole. Non ci sarà più nessuna reunion e non registreremo più insieme: è definitivo", ha inoltre espresso.
Nonostante questo, in una precedente intervista con la BBC News del 5 novembre 2021, lo stesso Andersson dichiarò "se loro (Agnetha e Anni Frid) mi torcono il braccio potrei anche cambiare idea". Difatti riguardo a ciò Lyngstad ha rivelato di "non essere troppo sicura" che Voyage sia l'ultimo album del gruppo.
Gli ABBA sono stati il primo gruppo non anglofono d'Europa a raggiungere un successo così ampio nei paesi anglofoni del mondo, come il Regno Unito, l'Irlanda, gli Stati Uniti, il Canada, l'Australia, la Nuova Zelanda e il Sudafrica. Tra i loro maggiori meriti c'è la legittimazione dell'industria musicale scandinava come fonte di successo internazionale, che ha spianato la via ad altri gruppi svedesi dei più diversi sottogeneri pop e rock come Ace of Base, Roxette, Europe, Rednex, The Cardigans, Alcazar, The Ark.

## Storia

### Prima degli ABBA (1960-70)

#### Benny e Björn: il primo nucleo

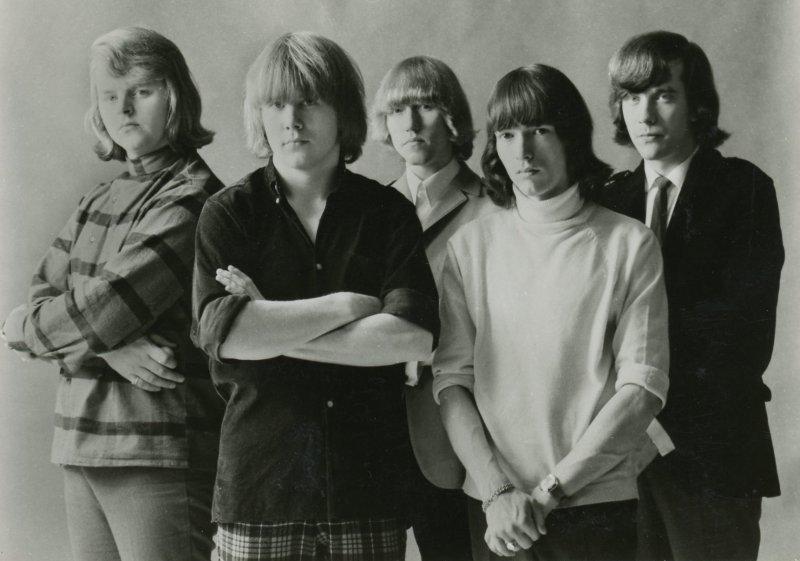
Benny Andersson (secondo da sinistra) con gli Hep Stars

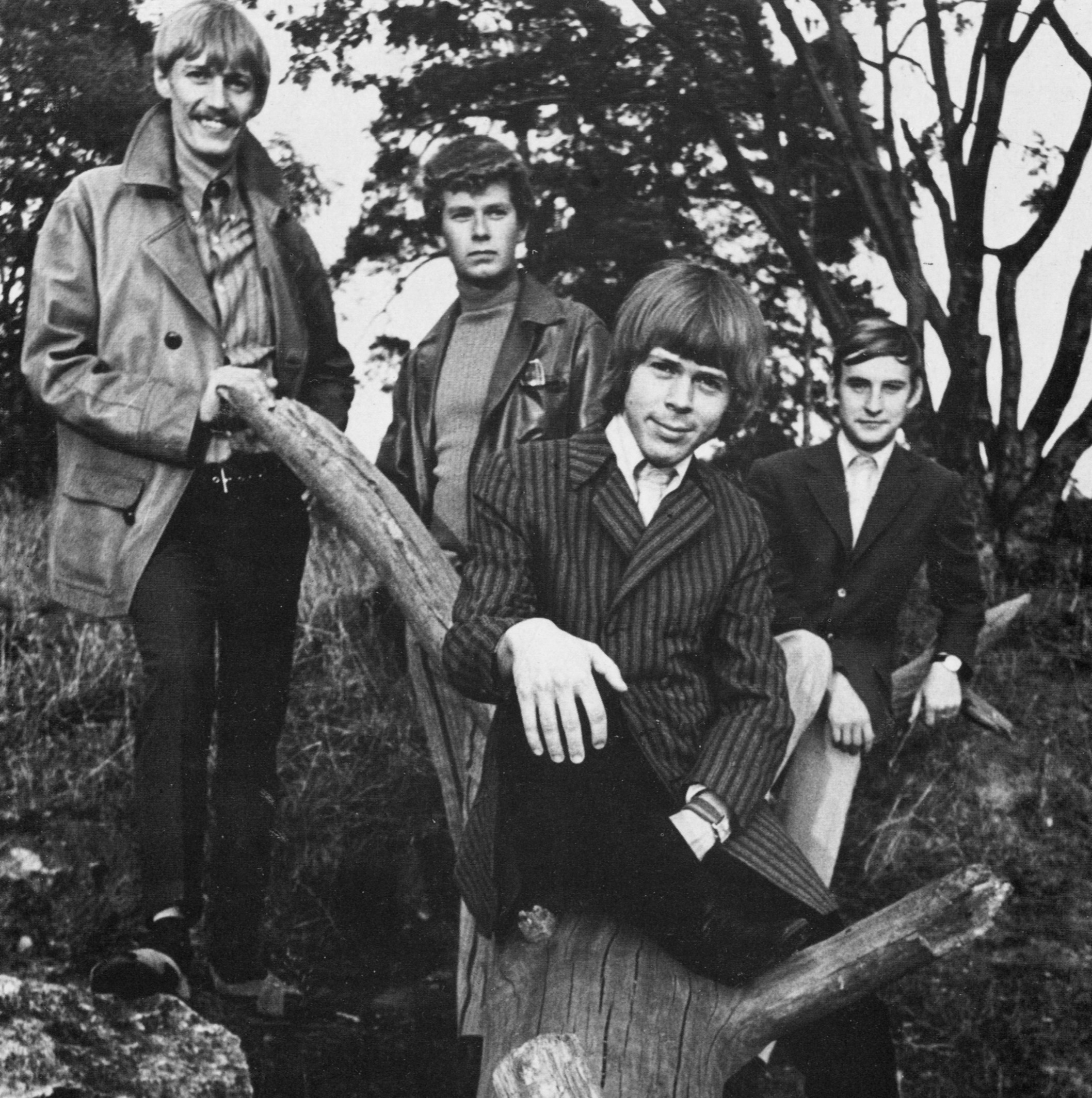
Björn Ulvaeus (in primo piano, terzo da sinistra) con gli Hootenanny Singers

Benny Andersson era un membro degli Hep Stars, una band rock/pop svedese molto popolare nel suo paese natale durante gli anni sessanta, dove suonava le tastiere. Fece il debutto televisivo in una gara di talenti nel 1963. Quel gruppo era modellato, musicalmente ed esteticamente, attraverso varie influenze dei più celebri gruppi britannici e statunitensi del tempo, come gli Herman's Hermits, The Beatles, The Who e i Rolling Stones, ed ebbe un discreto seguito, in particolare tra le ragazze adolescenti.
Nello stesso momento Björn Ulvaeus aveva fondato un gruppo skiffle, gli Hootenanny Singers, dalle sonorità più sfumate e diluite, in pratica più commerciali, rispetto a quelle degli Hep Stars.
I due si incontrarono per la prima volta nel 1966 intraprendendo subito una stretta collaborazione musicale, che non si sarebbe esaurita neppure con lo scioglimento degli ABBA.

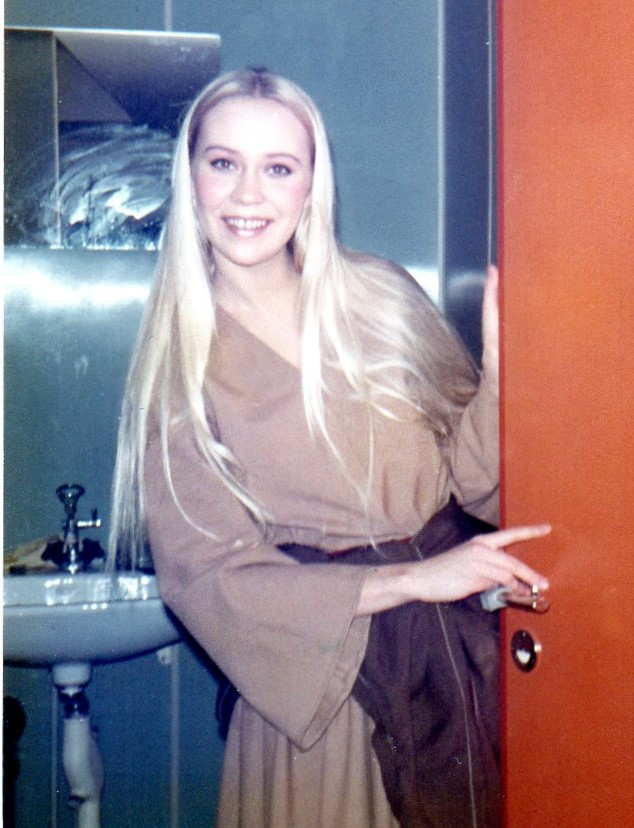
Agnetha Fältskog nei panni di Maria Maddalena nella versione svedese del musical Jesus Christ Superstar.

Agnetha Fältskog, invece, era già molto nota ed era un autentico fenomeno della musica pop. Aveva vinto una gara di giovani talenti nel settembre 1967 ma era balzata alla popolarità dopo aver interpretato il ruolo di Maria Maddalena nella versione svedese del musical Jesus Christ Superstar. Agnetha aveva anche composto ed eseguito canzoni pop solari in stile "Schlager" (dal tedesco, indica una canzone di successo di genere sentimentale e orecchiabile), unite ad alcune cover delle hits suonate dai gruppi che in quel momento andavano per la maggiore (si annoverano anche versioni in svedese di alcuni successi italiani). Aveva già raggiunto le vette delle classifiche svedesi e pubblicato dischi anche in Germania, dove godeva di grande popolarità, soprattutto nel circuito del cosiddetto "Swedish folkparks", sorta di concerti folk-rock all'aperto dei "figli dei fiori" della terra svedese. Durante uno di questi concerti, dove partecipavano anche gli Hep Stars, aveva avuto modo di conoscere e innamorarsi di Björn. Le loro nozze, celebrate nel 1971, vennero subito definite "il matrimonio dell'anno" e suscitarono un grande interesse. Infatti le foto della cerimonia dominarono per settimane le prime pagine dei rotocalchi scandinavi.

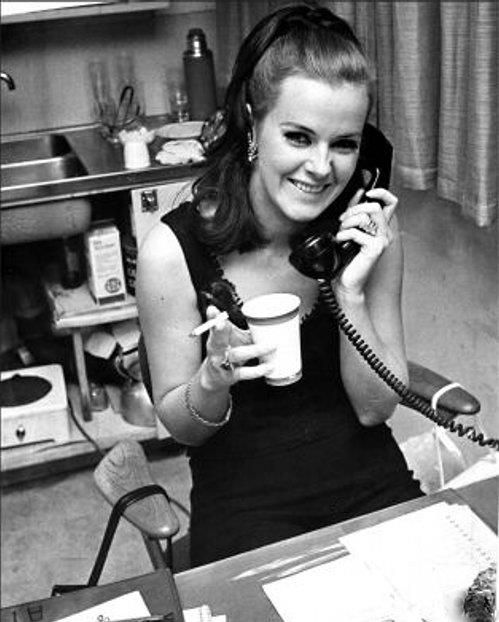
Anni-Frid Lyngstad nel 1967

Il tassello mancante nel mosaico degli ABBA giunse con l'arrivo di Anni-Frid Lyngstad. Nel 1967 aveva partecipato e vinto un concorso per giovani talenti. Proprio durante quella notte si celebrava in Svezia il cambio del senso di guida automobilistico (dalla guida sinistra si passò alla guida destra) e la televisione nazionale aveva messo in cantiere una serie di grandi show per convincere la gente a restare in casa il più possibile e moderare il traffico. Frida era stata invitata ad apparire in televisione a eseguire la canzone vincitrice. La sua prima uscita televisiva pubblica non venne però degnata di attenzioni particolari, e la sua carriera musicale non decollò subito.
Non passerà comunque molto tempo prima del suo incontro con Benny Andersson, avvenuto nel 1969 in uno "Swedish folkparks".

#### Michael Tretow e le prime collaborazioni
Dietro la formazione e i primi successi degli ABBA ci fu una quinta persona: Michael Tretow, tecnico del suono. Dal primo disco li aveva seguiti e loro lo avevano scelto in maniera esclusiva e molta parte della tecnica sonora e dell'elettronica del suono era opera sua. Michael li conosceva separatamente già prima che formassero il gruppo, a eccezione di Benny. Michael aveva permesso di tentare arditi esperimenti sonori non molto lontani dal cosiddetto "wall-of-sound" (il "muro-del-suono") inventato da Phil Spector. Il risultato era stato il celeberrimo e innovativo "ABBA Sound".
Nei primi anni settanta, anche dopo le nozze di Björn e Agnetha, i futuri componenti del gruppo continuarono separatamente le loro carriere musicali. Tuttavia Stig Anderson, manager degli Hep Stars e proprietario di uno studio di registrazione, il Polar Studio, e di un'etichetta discografica, la Polar Music, poiché riponeva per i quattro sconfinate ambizioni, era ben determinato a lanciarli sul mercato internazionale come autori di canzoni per diversi festival della musica pop svedese. I risultati furono incoraggianti, tantoché Björn e Benny scrissero una canzone per l'Eurofestival, edizione 1972, eseguita da Lena Anderson. Il brano, dal titolo Say It With a Song, si classificò soltanto al terzo posto nelle eliminatorie, ma aveva raggiunto i primi posti delle classifiche in molti paesi, convincendo Stig a sentirsi sulla strada giusta.

#### Prime produzioni commerciali
Björn e Benny composero insieme altri nuovi brani, sperimentando un nuovo sound e nuovi arrangiamenti vocali che avevano ottenuto un vasto seguito in Giappone. Una canzone da loro composta, intitolata Isn't It Easy To Say, divenne una grande hit da classifica per gli Hep Stars, e Björn talvolta fu l'ospite d'onore nei tour della band.
La collaborazione continua tra Björn e Benny non portò tuttavia mai a una unificazione delle due band. Fu invece Stig Anderson a intuire il notevole potenziale del lavoro in coppia di Benny e Björn e li incoraggiò a comporre il loro primo disco, che conteneva le canzoni Hej Gamle Man (in svedese Ciao vecchio uomo) e Lycka (in svedese, Felicità) (1970), dove apparivano i loro due nomi. Björn e Benny inserirono anche parti per un coro femminile, pensato per le voci di Agnetha e Frida, che erano già loro compagne nella vita. Con un ruolo secondario per le due donne, gli ABBA di fatto non erano ancora nati artisticamente come quartetto.

### La nascita del gruppo (1970-1973)
Il singolo People Need Love (registrato il 29 marzo 1972) rappresentò una pietra miliare nella storia della band, sia per l'uso della lingua inglese, sia perché, pur non comparendo ancora il marchio ABBA, sulla copertina sono riportati tutti e quattro i loro nomi: Björn & Benny – Agnetha & Anni-Frid, in quest'ordine. In questa canzone, comunque, le due cantanti avevano dimostrato di essere delle autentiche promesse. In questa occasione, Stig aveva rilevato che tutte le quattro voci si intonavano a meraviglia con la nuova canzone da loro creata, per quanto il disco avesse raggiunto solo le zone medie delle classifiche svedesi; tutto ciò lo spronò a proseguire nell'intento.

#### Ring Ring

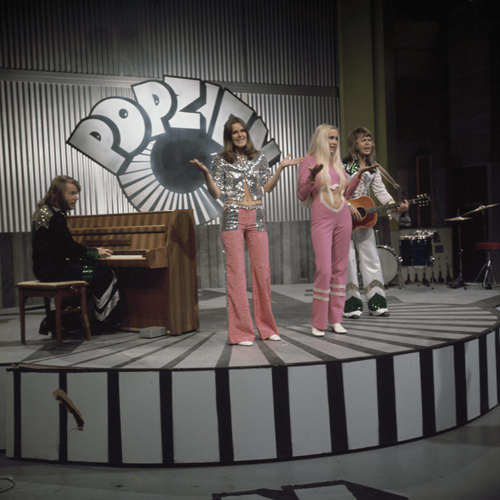
Gli ABBA (conosciuti ancora come Björn & Benny, Agnetha & Anni-Frid) nel 1973

L'anno successivo, il gruppo si propose per l'Eurovision Song Contest, con la canzone Ring Ring. Per la manifestazione, Stig, sempre con le sue ambizioni di successo internazionale, fece curare una traduzione in inglese da Neil Sedaka, allora cantante di grido, con l'intenzione di vincere la kermesse. Ciononostante, il gruppo non venne neppure selezionato a rappresentare la Svezia per il prestigioso concorso. Per quanto forti della schiacciante maggioranza dei voti della giuria popolare al Melodifestivalen, la selezione svedese per la manifestazione europea, il gruppo arrivò solo terzo. Nondimeno, decisero di pubblicare il loro primo album, intitolato proprio Ring Ring. L'album e il singolo, pubblicato anche in madre lingua (Bara du slog en signal), raggiunse le posizioni alte delle classifiche di molte nazioni europee (Germania, Paesi Bassi e Scandinavia), pur senza soddisfare le mire di Stig. Il gruppo, intanto, fu invitato nel programma televisivo tedesco Disco (6 gennaio 1973) dove però mancava Agnetha, in attesa di un bambino, che venne sostituita da Inger Brundin, un'amica di Frida. Queste frequenti promozioni in Germania faranno incidere al gruppo alcuni dei loro primi successi proprio in tedesco.

#### Il nome ABBA
Dopo l'esperienza fallita nel 1972, i quattro operarono diverse modifiche, tra cui l'adozione del loro nome definitivo, che si rivelò ben presto azzeccato e di facile presa. Fu utilizzato per la prima volta in Waterloo, benché ancora accompagnato dai nomi dei quattro che poi scomparve sulle copertine dei dischi a partire dalle produzioni successive.
Un aneddoto contraddistingue la nascita del nome "ABBA". Nel corso degli anni, infatti, i numerosi fan chiamarono il centralino di una fabbrica di pasta di pesce spalmabile famosissima in Svezia, chiamata per l'appunto "Abba Seafood", chiedendo di parlare con i cantanti e, prima di sfondare all'Eurovision Song Contest, fu proprio il loro manager, Stig Anderson, a interpellare la ditta per chiedere il permesso di usare il nome. La risposta di Per Brolund, il responsabile delle risorse umane della ditta, fu positiva, con la riserva che i fan non danneggiassero la buona reputazione della ditta.
Il logo ufficiale fu creato da Rune Söderqvist e utilizzato per la prima volta sulla copertina del singolo di Dancing Queen, uscito nell'agosto del 1976. Ma l'idea originale venne al fotografo tedesco Wolfgang Heilemann, durante una sessione fotografica del gruppo per la rivista BRAVO. Ciascun membro del gruppo doveva reggere un cartello con l'iniziale del proprio nome e, visionando i provini, il fotografo trovò un'immagine nella quale uno degli uomini teneva la propria lettera rigirata.

### L'Eurovision Song Contest e la conquista del Regno Unito (1974-1976)

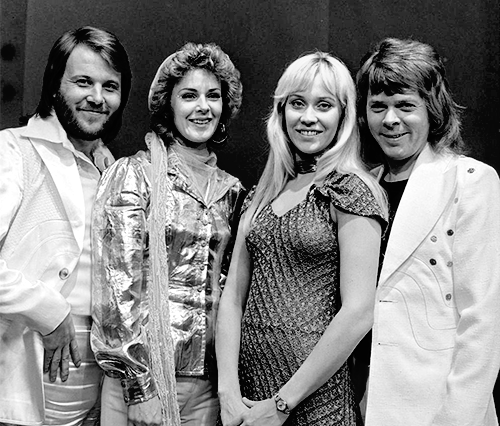
Gli ABBA nel 1974

Nel 1974 tentarono ancora una volta la carta dell'Eurovision Song Contest, ispirati dalla scena glam-rock che andava per la maggiore in Gran Bretagna tra cui spiccava See My Baby Jive, successo della band Wizzard. Il risultato fu il loro brano d'esordio col nuovo nome, Waterloo, che utilizzò appieno l'approccio al "Wall-of-Sound" di Michael Tretow.
Il gruppo vinse il Melodifestivalen (cantando però in svedese) e si qualificò per la manifestazione europea, ma soprattutto si preparò all'evento partecipando in diverse TV del nord Europa e organizzando diversi tour. A Brighton, dove si svolse l'edizione di quell'anno, si presentò in costumi ottocenteschi, rievocando l'abbigliamento di Napoleone che veniva nominato nella canzone, benché soltanto come termine di paragone, laddove il tema era a sfondo sentimentale, e indicava una sconfitta in amore come una Waterloo. Björn affermò in un'intervista che aveva un costume così stretto che non poteva neanche sedersi. La bizzarra trovata funzionò e stavolta il successo arrise ai quattro che vinsero la manifestazione a furor di popolo. I quattro fecero così breccia nel cuore dei britannici che decretarono il successo del singolo e dell'omonimo album. Il singolo arrivò in cima alle classifiche di 9 paesi, tra cui il Regno Unito, e anche, caso unico per una canzone dell'Eurofestival, nella Top 10 di nazioni extra-europee come gli Stati Uniti, l'Australia, la Nuova Zelanda e il Canada.
Con Waterloo gli ABBA registrarono il loro primo film clip o promo clip. Nell'epoca dei primi video promozionali, girati con uno sforzo economico ancora contenuto, permisero al gruppo di raggiungere una certa notorietà nell'emisfero australe, senza cimentarsi in lunghi viaggi. Inoltre Agnetha era da poco diventata madre. I primi clip furono diretti da un esperto del settore, Lasse Hallström.

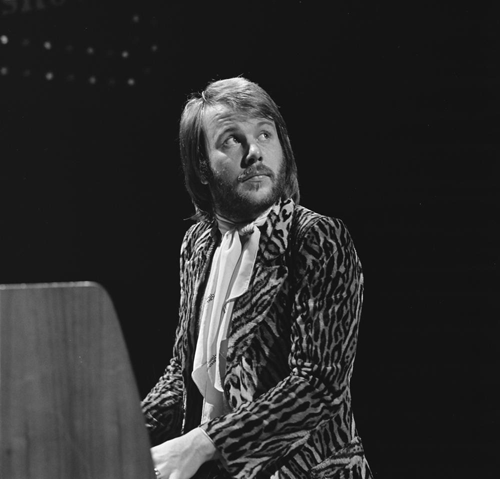
Benny Andersson nel 1975

I singoli immediatamente seguenti non confermarono il successo iniziale, sia perché il gruppo era impreparato a promuovere loro stessi nei concerti, privilegiando l'accuratezza del lavoro in studio, sia perché le loro canzoni si prestavano al confronto con l'imperante scena musicale glam di artisti come Lou Reed, Marc Bolan o David Bowie, ma erano piuttosto rassicuranti e più orecchiabili. Era inoltre difficile che un gruppo reduce da un Eurofestival potesse avere un seguito a lungo termine, destinato a essere sempre identificato in quella manifestazione. Il singolo seguente, Honey, Honey, raggiunse la posizione 27 negli Stati Uniti e la numero 2 in Germania, mentre nel Regno Unito la Epic fece uscire un remix di Ring Ring. Il primo tour europeo degli ABBA non andò bene come il gruppo aveva sperato, dovendo eliminare persino alcune date in Svizzera, mentre solo in patria fecero decine di concerti "tutto esaurito".

#### Il successo australiano e la consacrazione

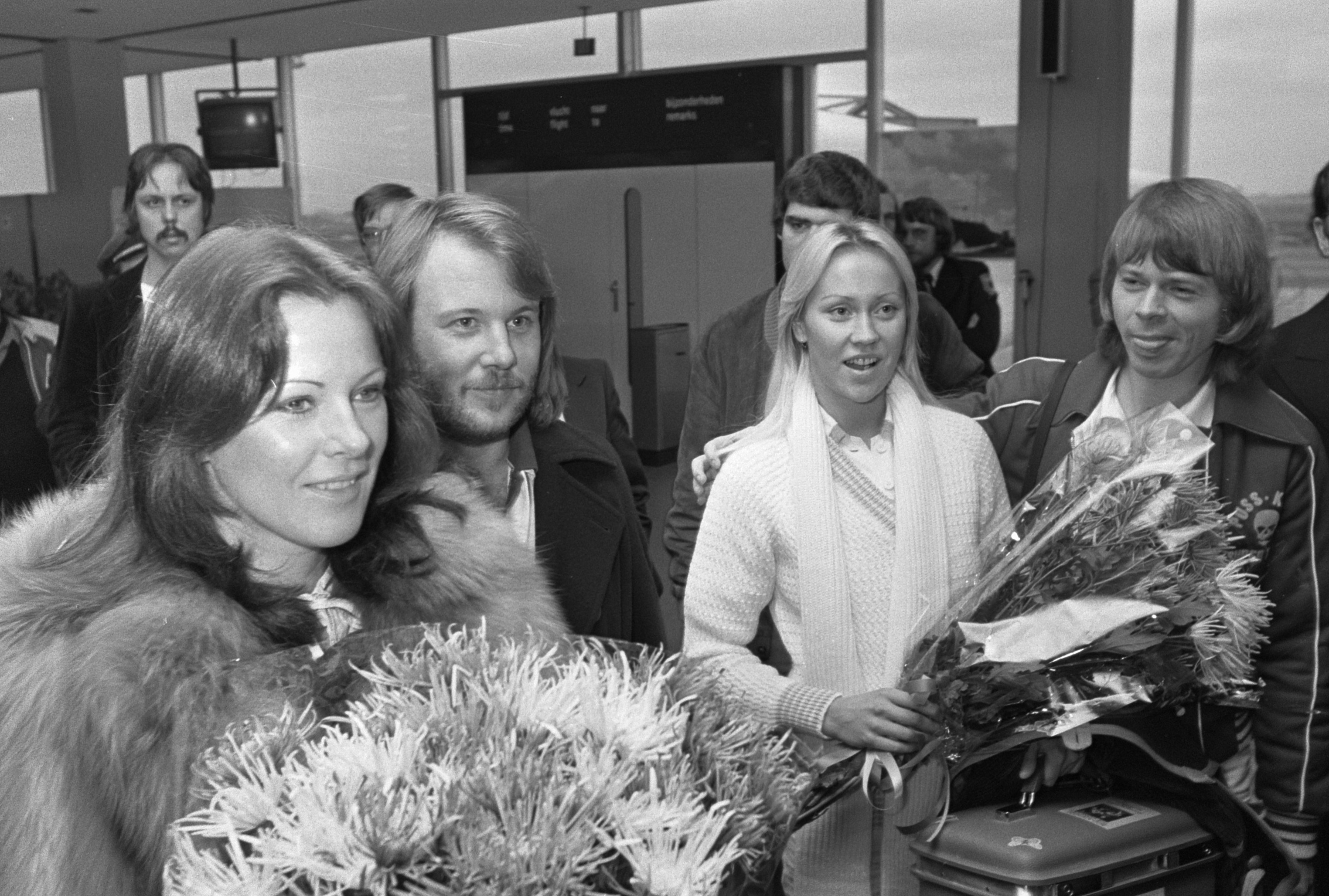
Gli ABBA nei Paesi Bassi nel 1976

Nel 1975, dopo il singolo So Long, di scarso successo, I Do, I Do, I Do, I Do, I Do (canzone in stile rétro) raggiunse la numero uno in Australia, Nuova Zelanda, Sudafrica e la Top 10 in Germania. Nel Regno Unito, autentico termometro dei gusti del pubblico, fu il picco più basso della loro carriera, tali da ridurli a uno dei tanti fenomeni meteora di quel decennio. Il cambio di tendenza avvenne tuttavia con S.O.S., originariamente scritto per un lavoro solista di Agnetha, che arrivò alla numero 6 in Gran Bretagna diventando il secondo brano da top ten britannico, alla numero 1 in Germania e alla numero 2 in Italia, diventando il settimo singolo più venduto dell'anno e il più grande successo degli ABBA in Italia (anche perché come lato B aveva Mamma Mia, canzone mai uscita come singolo). S.O.S. fu anche il loro secondo singolo a entrare nella Top 10 in Canada e raggiunse la Top 15 statunitense. Con il terzo e omonimo album ABBA, e i relativi singoli, il gruppo si affrancò definitivamente dal rischio di diventare un gruppo cosiddetto One-Hit-Wonder. Il singolo di Mamma Mia divenne infatti la loro seconda numero uno britannica e arrivò in cima alle classifiche tedesche e australiane.

### Il successo internazionale (1976-1981)
Il gruppo pubblicò, agli inizi del 1976, la prima antologia intitolata Greatest Hits, che ebbe grandissimo successo, diventando il loro primo album a ricevere il disco di platino negli Stati Uniti, raggiungendo il milione di copie vendute nel paese. Con Fernando, canzone inedita inclusa in una seconda edizione della stessa raccolta, il gruppo decretò definitivamente lo scoppio dell'"ABBAmania", in particolare in Australia e Nuova Zelanda: Fernando detiene a tutt'oggi il record per il numero delle settimane consecutive di presenza al primo posto delle classifiche australiane (14), a pari merito con Hey Jude dei Beatles e diventando uno dei singoli più venduti nel Paese. Fernando arrivò alla numero 1 in 13 paesi, diventando uno dei singoli più venduti del gruppo. Sempre in Australia e Nuova Zelanda uscì, al posto di Greatest Hits, un'antologia chiamata Best of ABBA, che batté tutti i record diventando l'album più venduto della storia australiana e rimanendo in prima posizione per 16 settimane. In Nuova Zelanda l'album è stato certificato 24 volte disco di platino (360 000 copie). Il meglio doveva ancora arrivare, a partire dall'album realizzato nel 1976, Arrival. La pulizia negli arrangiamenti e nella registrazione raggiunse vette mai toccate in precedenza, inaugurando un nuovo livello nel lavoro di studio e nella scrittura musicale dei brani. Da questo loro quarto album di inediti furono estratti tre singoli di grande successo: Money, Money, Money, Knowing Me, Knowing You e la celeberrima Dancing Queen, che fu presentata al Teatro dell'Opera di Stoccolma alla presenza del re di Svezia, la sera del 18 giugno 1976 alla vigilia del suo matrimonio con Silvia Sommerlath a cui era dedicato. Dancing Queen raggiunse la prima posizione in 14 paesi, tra cui gli Stati Uniti (dove è stato il loro unico singolo capace di raggiungere la cima delle classifiche). Da questo momento in poi gli ABBA divennero molto popolari nel Regno Unito, più di quanto fossero già in Australia e nel Nord-Europa.

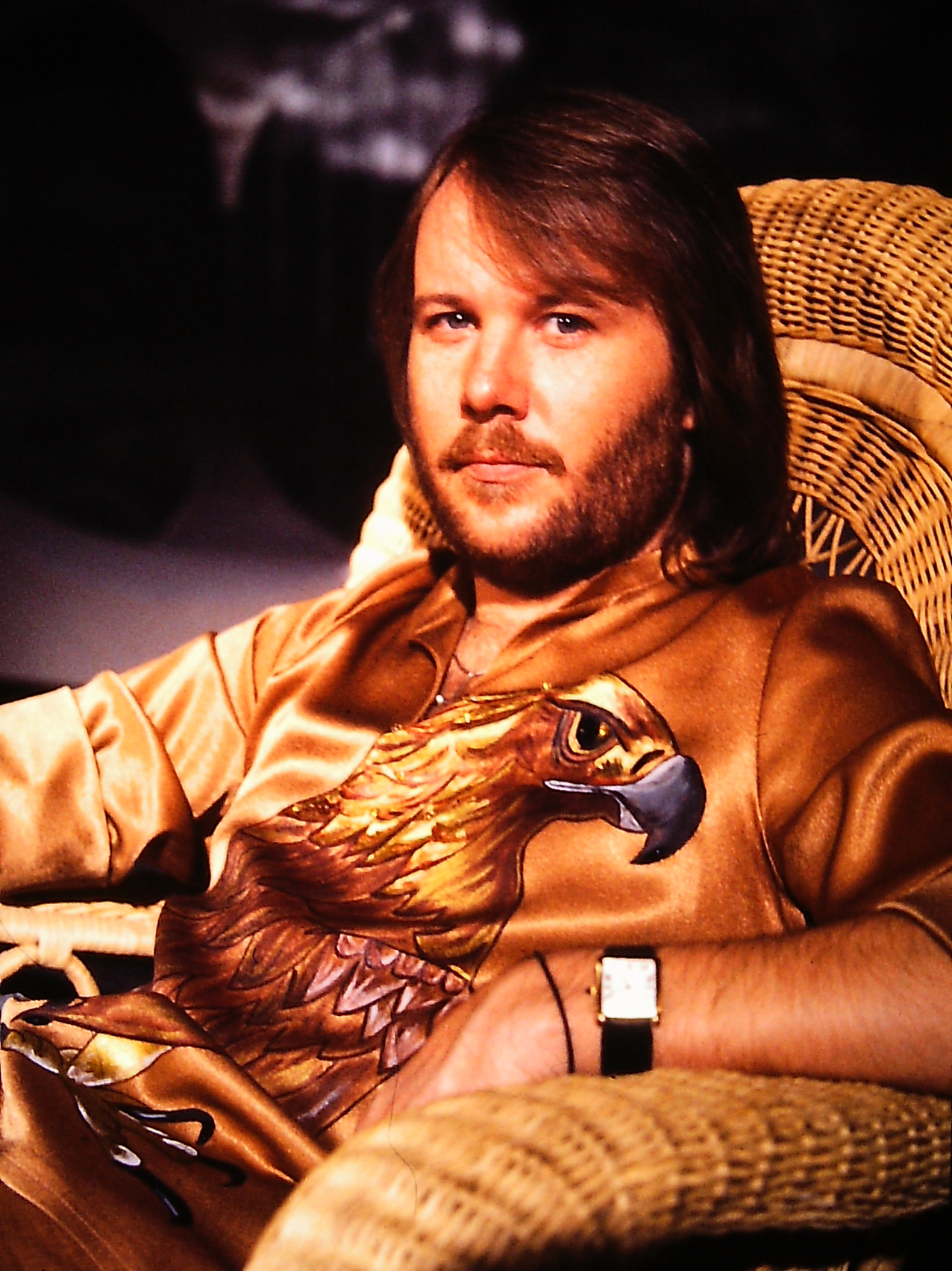
Benny Andersson nel 1978

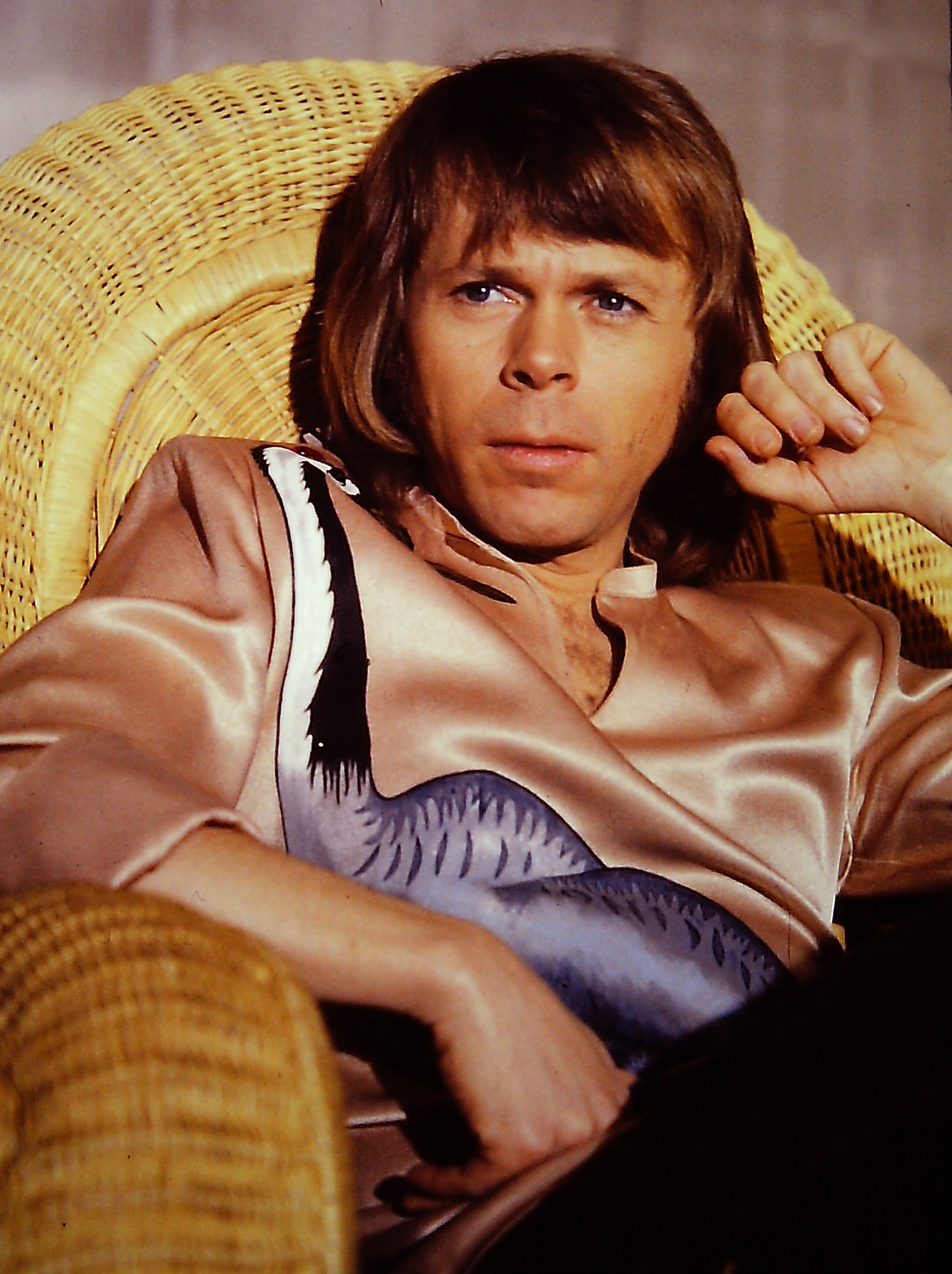
Björn Ulvaeus nel 1978

Di Dancing Queen, stimata come la canzone più popolare degli ABBA nel mondo, fu realizzato un cortometraggio registrato dal vivo all'Alexandrà Night Club di Stoccolma.
Alla fine del 1976 il nuovo "ABBA sound" o "ABBA style" era sinonimo del pop europeo e iniziavano a fioccare diverse imitazioni di gruppi che ne copiarono il suono e la presenza scenica (due ragazzi e due ragazze), ottenendo successi di portata simile a Waterloo come capitò ai Brotherhood of Man che vinsero l'Eurofestival di quell'anno con Save your kisses for me e, più tardi, ai Bucks Fizz nel 1981.

#### Il tour eThe Album

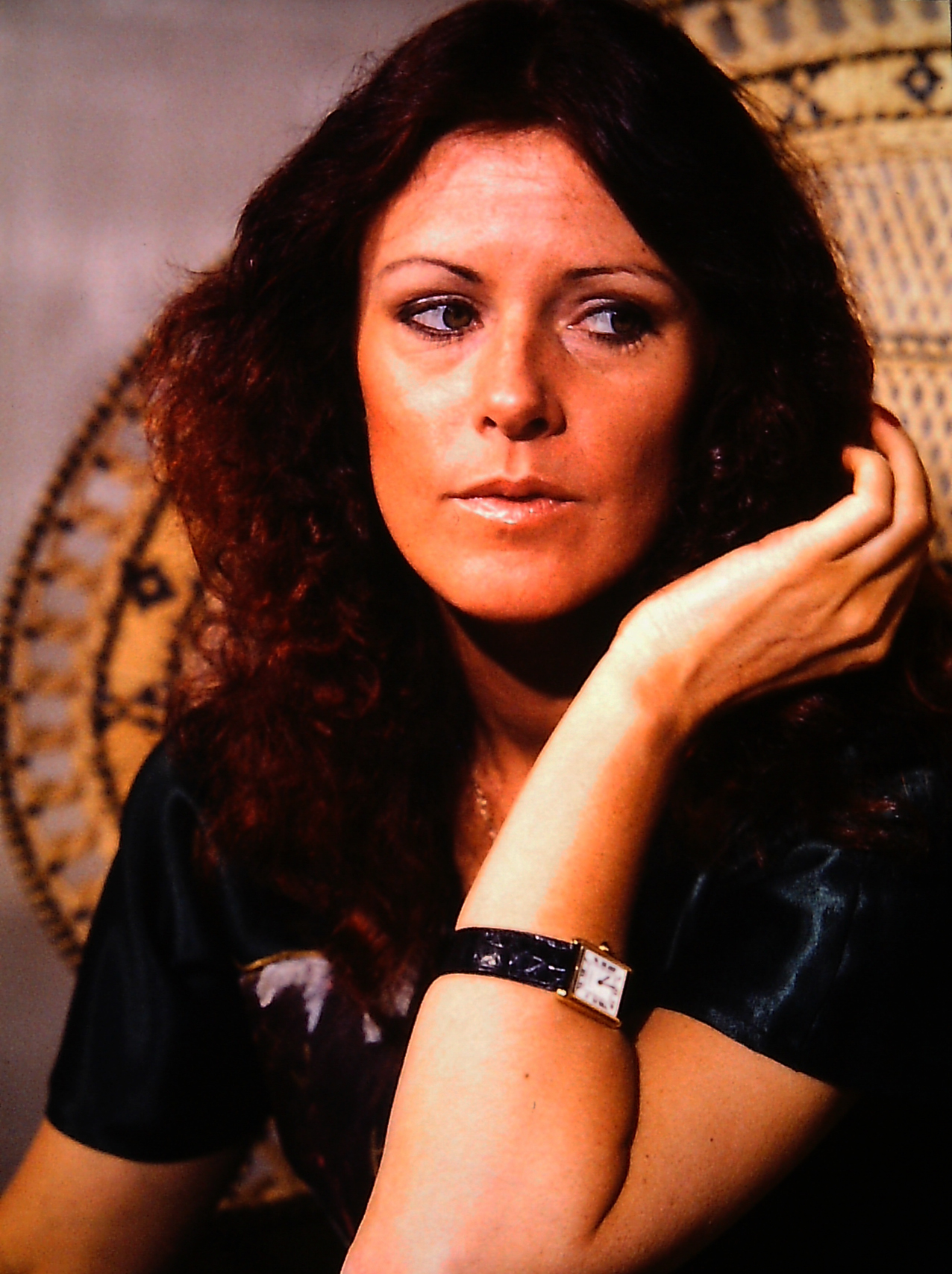
Anni-Frid Lyngstad nel 1978

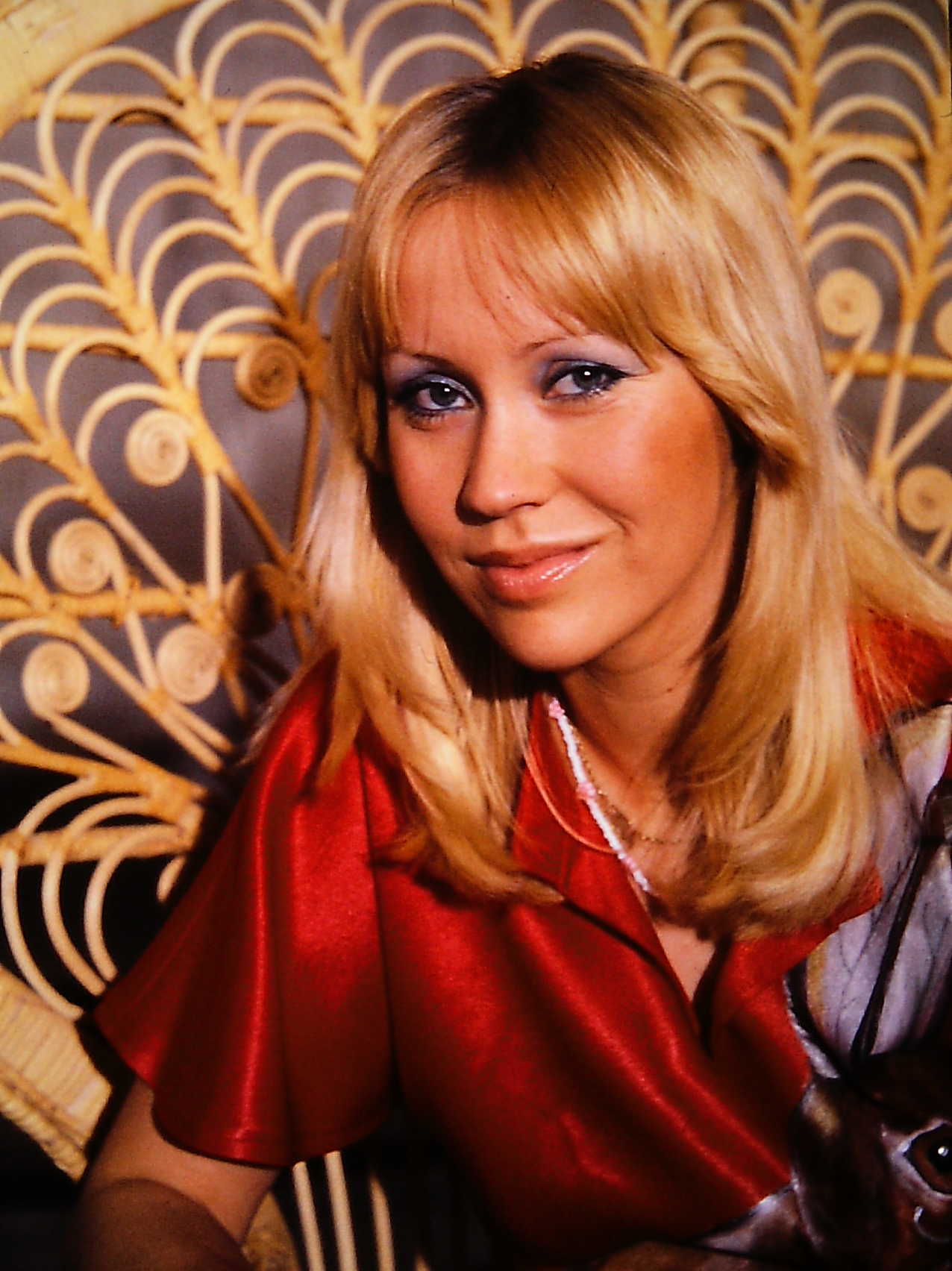
Agnetha Fältskog nel 1978

Nel 1977 gli ABBA partirono per un tour che toccò l'Europa, dove riscossero molto successo, e l'Australia, dove si poté assistere a una vera e propria isteria di massa da parte dei fan e una grande attenzione da parte dei media, tanto che fu coniato il termine "ABBAmania" in quella circostanza. Dopo il loro arrivo a Melbourne gli ABBA furono invitati al municipio della città, dove salutarono dalla balconata dell'edificio una folla entusiastica di migliaia di persone. Per i due concerti organizzati alla Royal Albert Hall di Londra furono richiesti 3,5 milioni di biglietti, sufficienti a riempire 580 volte l'arena, mentre i 12 concerti australiani furono visti da un totale di 160 000 persone. Il regista Lasse Hallström fece anche un film-documentario sul tour australiano, chiamato ABBA: The Movie.
Gli ABBA iniziarono a prendere le distanze dall'Europop, cominciando a sperimentare generi diversi e approfondendo la stesura dei testi; questo processo artistico portò alla luce ABBA: The Album, uscito in concomitanza con il film. L'album, più raffinato ed eterogeneo, fu accolto tiepidamente dalla critica inglese, ma il disco e i suoi singoli ebbero ugualmente un successo mondiale. Il primo estratto, The Name of the Game, arrivò in cima alla Top of the Pops britannica e nella Top 15 di Billboard, mentre il secondo singolo, Take a Chance on Me, scalò le classifiche inglesi e negli Stati Uniti pur occupando "solamente" la terza posizione. Negli Stati Uniti, The Album sarà il primo e unico loro studio album a essere premiato con il disco di platino. Thank You for the Music, utilizzata come lato-B di Eagle, uscì come singolo soltanto nel 1983 come canto del cigno della band.

#### Il Polar Music Studio
Nel 1978 gli ABBA erano all'apice della carriera. Convertirono un teatro inutilizzato costruendo uno studio di registrazione a Stoccolma (nello stesso studio fu registrato l'album Duke dai Genesis), ed erano celebrati da numerosi altri complessi, tra cui i Led Zeppelin di In Through the Out Door. A maggio il gruppo fece un'intensa campagna promozionale negli Stati Uniti e cantarono allo show di Olivia Newton-John. Il singolo Summer Night City era nei primi posti delle classifiche e fu il preludio dello stile che gli ABBA stavano per adottare nel loro successivo album.
Nel gennaio 1979 Björn Ulvaeus e Agnetha Fältskog annunciarono di aver deciso, di comune accordo, di divorziare. La notizia fece scalpore e le speculazioni sul futuro del gruppo iniziarono a circolare sui mezzi di comunicazione. Gli ABBA assicurarono ai fan e alla stampa che il divorzio non avrebbe influito sul gruppo e che avrebbero continuato il loro lavoro come band. Agnetha e Björn si separarono ufficialmente a giugno del 1980.

#### Voulez-Vouse il tour mondiale

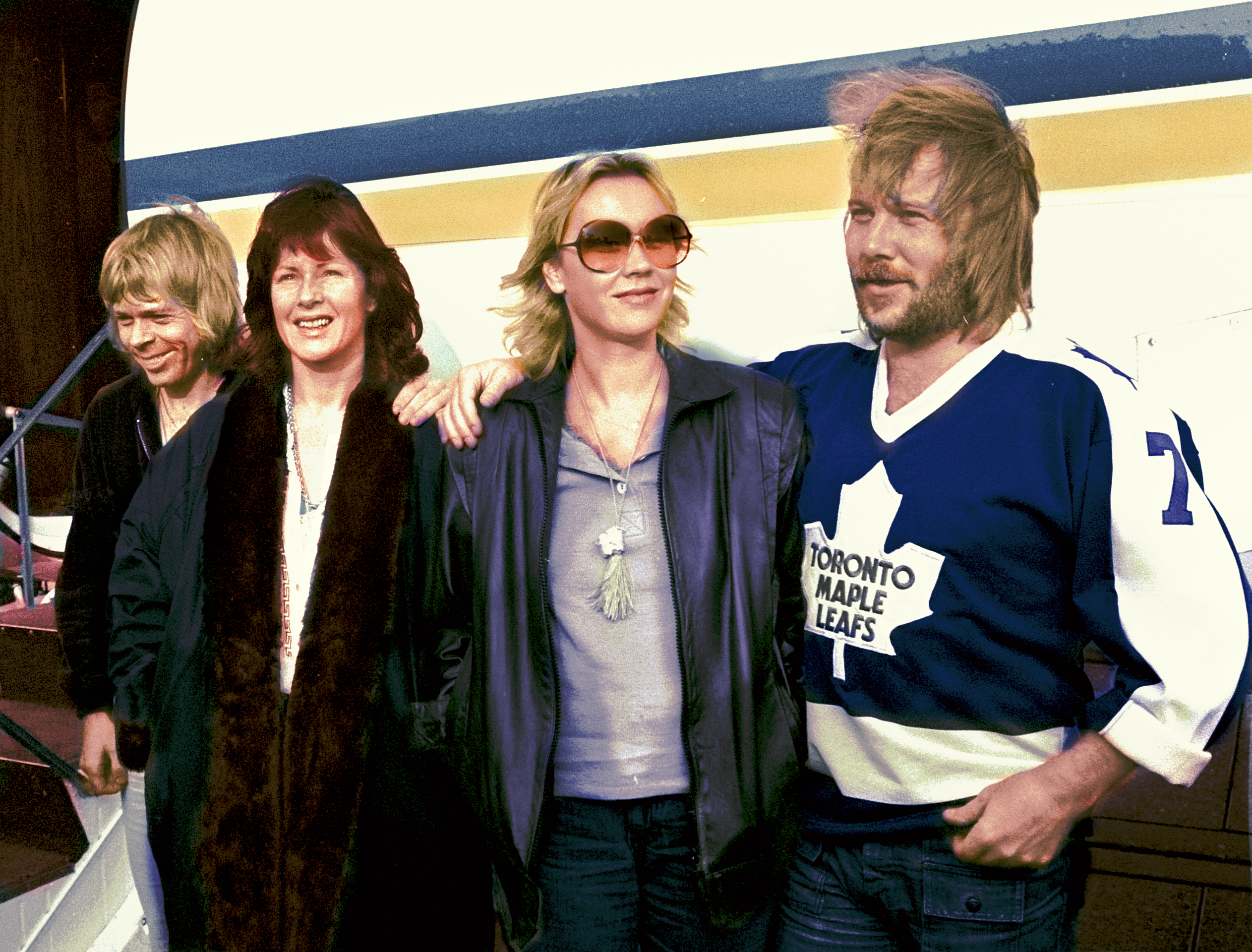
Gli ABBA a Rotterdam nel 1979

Voulez-Vous è un album ispirato alla musica dei Bee Gees e influenzato dalla Disco music, un genere che gli ABBA usarono quasi esclusivamente in questo disco. L'album arrivò al numero uno in diversi Paesi, tra cui Regno Unito, Germania e Giappone. Il primo singolo estratto fu Chiquitita, cantata il 9 gennaio 1979 nella Sede dell'ONU a New York, durante un concerto organizzato dall'UNICEF, a cui gli ABBA donarono il copyright della canzone, mentre il singolo fu inserito in una compilation sul concerto, in cui gli ABBA avevano cantato dal vivo, e divenne una hit che arrivò in cima alle classifiche di 10 Paesi. I seguenti singoli che vennero tratti da quest'album, Voulez-Vous, Does Your Mother Know e I Have a Dream, entrarono sempre nelle classifiche, ma in Inghilterra, nel pieno del fenomeno punk e all'alba del movimento New wave, molti consideravano gli ABBA come fautori di un suono mieloso e datato.
Lo stesso anno uscì anche il secondo Greatest Hits del gruppo, Greatest Hits Vol. 2, che conteneva il singolo Gimme! Gimme! Gimme! (A Man After Midnight) (ripresa nel 2005 da Madonna nel singolo Hung Up). La canzone fu un grande successo commerciale e la loro più grande hit in stile Disco, arrivando in cima alle classifiche di Francia, Svizzera, Belgio, Finlandia e Irlanda e diventando il loro singolo a raggiungere la posizione più alta in Giappone. Durante gli anni settanta, a causa dell'embargo del rublo, la Russia comprava gli album degli ABBA in cambio dei barili di petrolio.

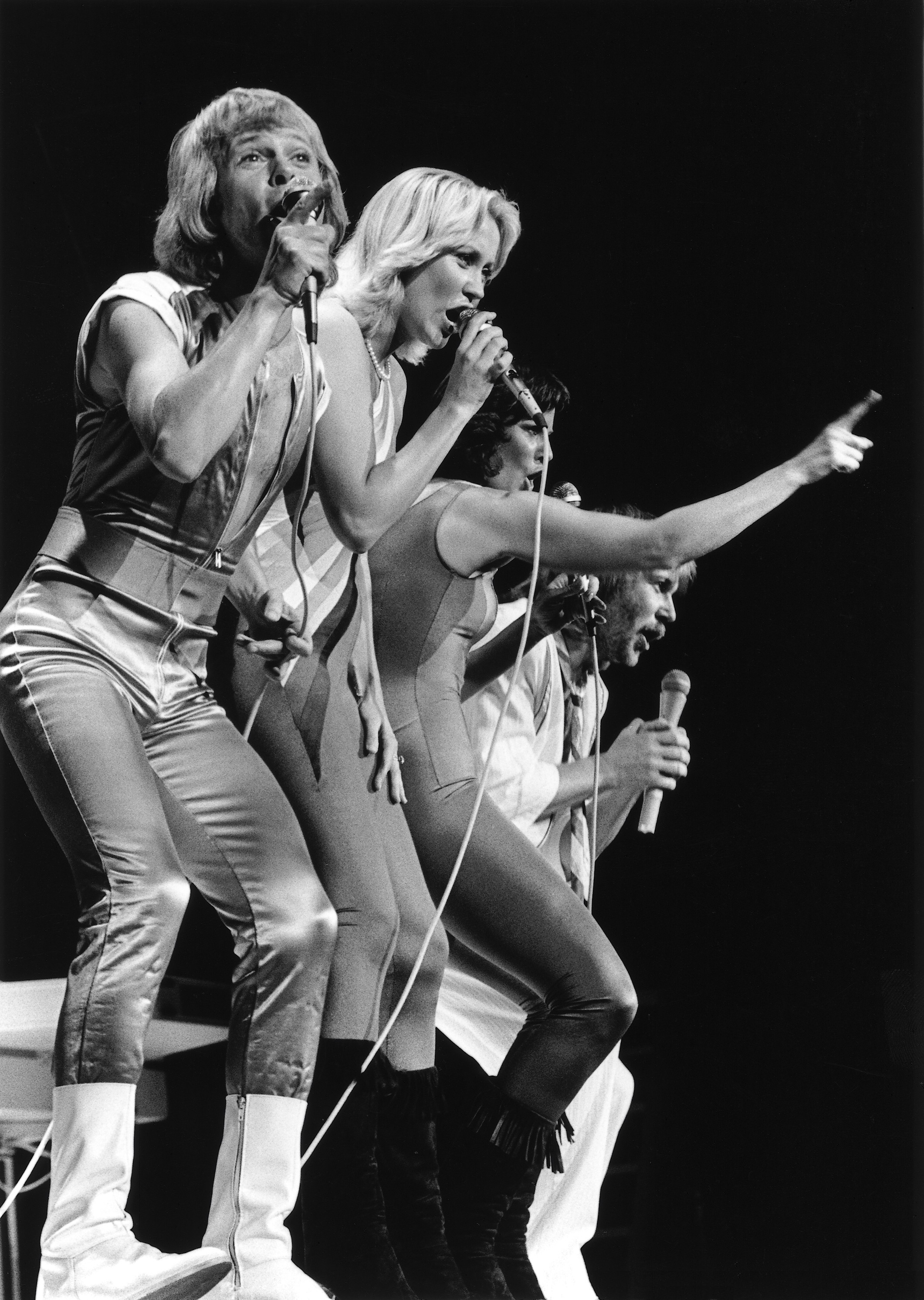
Gli ABBA a Edmonton, Canada, nel 1979

Nel settembre del 1979, gli ABBA partirono per un tour che toccò il Nord America, dove fecero 17 date, 13 negli Stati Uniti e 4 in Canada, tutte esaurite. L'ultima data statunitense, programmata a Washington, venne cancellata a causa dello stress emotivo provato da Agnetha durante il volo da New York a Boston fatto sul loro aereo privato; il veicolo infatti fu soggetto a condizioni meteorologiche estreme a causa di un tornado che si stava abbattendo sul Connecticut e non poté atterrare per lungo tempo. Il tour nordamericano finì con un concerto a Toronto davanti a 18.000 persone. A ottobre iniziarono la parte europea del tour, in cui gli ABBA fecero 23 date, compresi sei concerti con il tutto esaurito nella Wembley Arena di Londra. Nel marzo 1980 approdarono in Giappone dove, appena arrivati all'Aeroporto di Tokyo-Narita, furono assediati da migliaia di fan. Il gruppo fece 12 concerti nel Paese, i cui biglietti andarono tutti esauriti. Questo fu l'ultimo tour degli ABBA.

#### Super Trouper

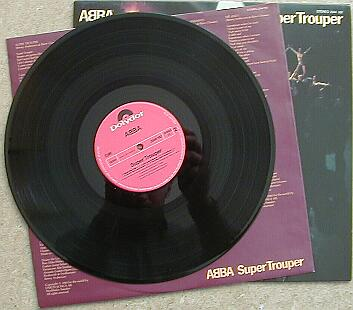
33 giri dell'album Super Trouper

Nel novembre dello stesso anno esce il loro settimo album Super Trouper, che registra ottimi riscontri di vendita in tutto il mondo, segnando anche un punto di rottura definitivo con lo stile che aveva caratterizzato gli ABBA all'inizio della loro carriera. L'album infatti è caratterizzato da testi sempre più personali e dall'uso del sintetizzatore, che lo avvicinava al synth pop. Nondimeno, la celebre The Winner Takes It All entrò nella Top 10 statunitense e scalò ancora le classifiche inglesi. Le vicende personali erano palesi nella canzone (il cui titolo in italiano equivale a "il vincitore prende tutto"), dedicata al divorzio tra Björn e Agnetha, nel cui video musicale la bionda cantante viene ripresa malinconicamente da sola e in primo piano. Il singolo successivo Super Trouper divenne la nona e ultima numero uno del gruppo nel Regno Unito. Lay All Your Love on Me, uscita nel 1981, diventò il singolo a 12 pollici ad aver raggiunto la posizione più alta nella classifica musicale britannica, arrivando alla numero 7.
Nel 1980 uscì anche un greatest hits contenente alcune canzoni del gruppo registrate in spagnolo chiamato Gracias Por La Música. La raccolta venne fatta uscire nei paesi di madrelingua spagnola, in Giappone e Australia. L'album divenne un grande successo soprattutto in America Latina, dove le versioni spagnole di Chiquitita e I Have a Dream scalarono le classifiche.

### L'ultimo album e la rottura (1981-1982)
Nel gennaio del 1981 (dopo nemmeno un anno dal divorzio con Agnetha) Ulvaeus sposò Lena Källersjö, mentre il manager Stig Anderson celebrò i suoi 50 anni con una grande festa. Gli ABBA per l'occasione incisero una canzone svedese (Hovas Vittne), stampata su 200 dischi in vinile rossi (diventati oggi i singoli più rari e ricercati del gruppo, 3000/4000€) che furono regalati agli ospiti della festa. Le priorità dei componenti del gruppo stavano cambiando: Frida stava lavorando per un suo album, Agnetha voleva essere più vicina alla sua famiglia e anche lei desiderava occuparsi della sua carriera da solista, mentre Benny e Björn avevano intenzione di realizzare un musical. I recenti avvenimenti si rifletterono sui cambiamenti che la musica e i testi degli ABBA ebbero in quel periodo, mostrando il grande senso di disagio che i quattro provavano. A metà febbraio del 1981 Benny Andersson e Anni-Frid Lyngstad annunciarono che stavano per divorziare. Secondo alcune indiscrezioni i due facevano fatica a tenere unita la coppia già da tempo, e Benny aveva conosciuto una donna, Mona Nörklit, che avrebbe poi sposato nel novembre dello stesso anno.

#### The Visitors
Verso la fine di aprile il gruppo registrò uno speciale TV chiamato Dick Cavett meets ABBA ("Dick Cavett incontra gli ABBA"), condotto dal presentatore statunitense Dick Cavett. Lo speciale contiene anche un mini-concerto live, composto da 9 canzoni, e fu questo l'ultimo concerto degli ABBA. Nel novembre dello stesso anno esce The Visitors, un album che mostra una maggiore maturità nella scrittura dei testi, meno spensierati e più complessi e profondi rispetto alle prime incisioni: ad esempio la title track raccontava la storia degli incontri segreti di oppositori a uno sconosciuto regime dittatoriale (tanto che l'album fu bandito dall'URSS, si pensa infatti che il regime a cui viene fatto riferimento nella canzone sia quello sovietico), e gli altri brani affrontavano temi fino ad allora inconsueti per loro, come la vecchiaia, la guerra, la perdita dell'innocenza e la crescita dei loro figli. Lo stesso sound era più cupo e pervaso da un forte senso di malinconia che anticipava la loro fine; il loro stile pop europeo leggero era ormai lontano. Il primo singolo estratto dall'album è One of Us, il cui testo è influenzato dai cambiamenti che sono avvenuti all'interno del gruppo, e arrivò alla posizione 3 in Gran Bretagna e nona e ultima numero uno in Germania; la canzone, infatti, viene considerata l'ultima grande hit degli ABBA. In Nord America, Australia e Nuova Zelanda uscì come singolo When All Is Said and Done, brano cantato principalmente da Frida e che parla di una coppia che si separa dopo molto tempo, riferendosi al suo recente divorzio con Benny; arrivò alla 27 negli Stati Uniti, diventando l'ultimo singolo nella Top 40 americana avuto dal gruppo.
Con l'avvento del Compact Disc come supporto musicale, tecnologia avviata dalla Philips in Germania, l'album ebbe il primato di essere il primo CD musicale messo in commercio.

#### Le ultime registrazioni
Nell'estate del 1982 Björn e Benny pubblicarono The Day Before You Came, l'ultima canzone da loro registrata. In un'intervista, Björn afferma che fu l'insuccesso di questa canzone, nonostante la qualità ottima, a far prendere al gruppo la definitiva, ma preventivata, decisione di non continuare. Sempre a detta dello stesso, se la canzone avesse raggiunto i primi posti delle classifiche, il gruppo avrebbe sicuramente continuato a lavorare insieme per altri anni. La canzone, infatti, arrivò alla posizione 32 in Gran Bretagna, sancendo il declino commerciale che il gruppo stava ormai subendo nel paese, mentre entrò nella Top 5 di Germania, Svizzera, Paesi Bassi e Svezia.
Opus 10, il cui titolo doveva celebrare il traguardo dei primi dieci album, come è noto non venne mai alla luce. Scampoli di provini erano stati raccolti nel corso degli anni, inseriti in vari bootleg, fino a raccogliere una serie di brani che a ragion veduta ne avrebbero dovuto costituire la lista delle tracce, nella quale avrebbero trovato posto anche i quattro brani inediti pubblicati negli ultimi due 45 giri, a loro volta inediti: The Day before You Came, Cassandra, Under Attack, You Owe Me One. Un brano strumentale era stato pensato come title track, insieme ad altri brani eterogenei tra loro, tra i cui titoli figuravano Just Like That, Every Good Man, Under the Sun. Di questi tuttavia non esistevano versioni complete, e quelle rinvenute presentavano una pessima resa sonora. Fu quindi a sorpresa che, nel 1993, in More ABBA Gold, la raccolta che seguì la fortunata compilation ABBA Gold, fu incluso un brano inedito intitolato I Am the City, che può dunque considerarsi tutt'oggi come l'ultimo singolo prodotto dagli ABBA. Un altro inedito fece la sua comparsa in una edizione CD di Super Trouper, intitolata Put on your white sombrero.

#### Fine degli ABBA
Le componenti femminili volevano seguire una loro strada sia nella vita personale che artistica mentre Benny e Björn erano fortemente intenzionati a lavorare a un musical, influenzati in ciò da una amica di Björn, Judy Craimer. La doppia raccolta The Singles: The First Ten Years, che vede brindare i membri degli ABBA in copertina ai loro dieci anni di carriera, rappresentava l'ultimo saluto della band non anglosassone più famosa al mondo ai fan. A ulteriore riprova, fece seguito la stampa su 45 giri della loro Thank You for the Music, che avrebbe trovato le strade delle classifiche benché la canzone fosse vecchia di cinque anni. L'ultima esibizione pubblica del gruppo avvenne nel programma inglese The Late, Late Breakfast Show l'11 dicembre 1982, considerata la data dello scioglimento del gruppo dato che nessuna rottura è mai stata ufficialmente annunciata. The Visitors rimase quindi l'ultimo album del gruppo per quasi quarant'anni (fino all'uscita di Voyage nel 2021), mentre gli anni successivi sono caratterizzati da un incredibile numero di compilation, nuovi remixaggi dei loro classici, omaggi e tributi più svariati e un album dal vivo pubblicati da diverse etichette discografiche, sempre molto venduti.

### Dopo gli ABBA

#### Andersson e Ulvaeus

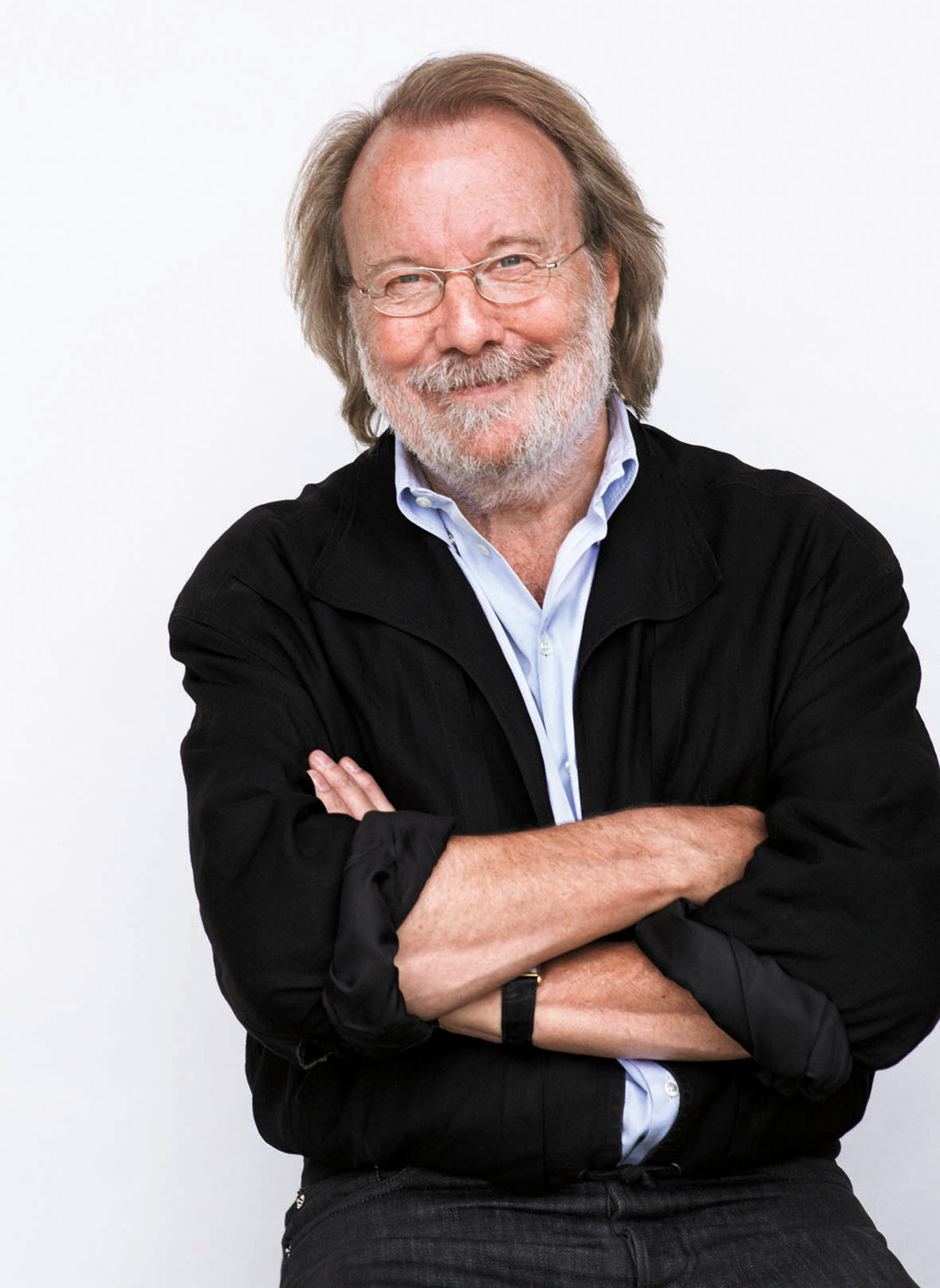
Benny Andersson nel 2012

Benny e Björn continuarono a lavorare insieme: conclusa la stagione degli ABBA, scrissero la partitura per un musical, dopo diversi anni che ne avevano accarezzato l'idea. Nacque così Chess, in collaborazione con il paroliere Tim Rice che aveva portato al successo, tra l'altro, Jesus Christ Superstar sia in teatro che al cinema. La prima rappresentazione di Chess si tenne a Londra nel 1986, con ben tre anni di repliche, conoscendo poi numerose riedizioni. 

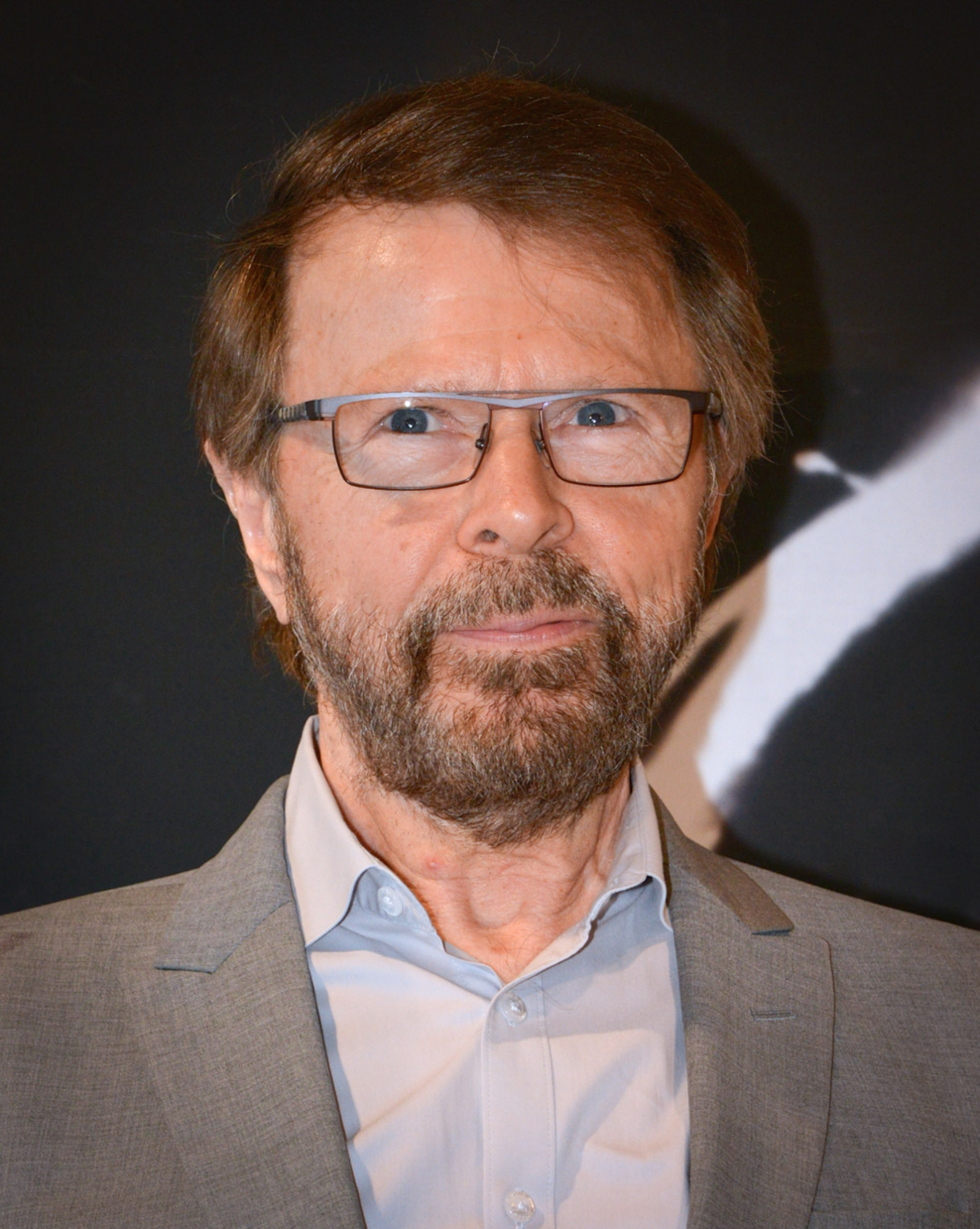
Björn Ulvaeus a Stoccolma nel 2013

Il musical prendeva spunto dal gioco degli scacchi per raccontare un dualismo sportivo e passionale tra due virtuosi degli scacchi (un russo e uno statunitense) che prendono parte al campionato mondiale e al tempo stesso si contendono le attenzioni di una donna: attraverso questo antagonismo (dove subentra anche un secondo personaggio femminile) venivano riproposti in chiave simbolica anche i contrasti tra le due superpotenze tipici della guerra fredda. I luoghi dove si svolgono i due atti dell'opera sono località neutrali, l'italiana Merano e la capitale thailandese Bangkok. Da questo musical (che in Italia fu rappresentato soltanto in una sessione a Milano nel 1991), venne estratto il singolo One night in Bangkok, cantato da Murray Head che divenne un successo di portata europea nella primavera del 1985. Il tema d'amore era invece interpretato dalle due protagoniste al femminile, Elaine Paige e Barbara Dickson: I know him so well può definirsi una classica canzone nel vero ABBA style, che ebbe modo di far rimpiangere i fan accaniti del gruppo su come Frida e Agnetha avrebbero potuto interpretarla da par loro.
Il primo tentativo di realizzare un musical era già stato effettuato dai quattro ABBA nel 1977, durante le pause degli spettacoli australiani, con The Girl with The Golden Hair, denominato "mini-musical", che non sarebbe mai giunto a compimento. Parte del copione fu poi riutilizzato nella sceneggiatura di ABBA – The Movie, mentre tre brani furono inclusi in ABBA – The Album, nella cui copertina viene indicata la provenienza da questa opera il cui progetto, al momento dell'uscita del disco, non era stato ancora abbandonato. Una quarta canzone Get on the carrousel comparve in ABBA – The Movie, legata al fortunato tour australiano, e fu cantata durante i loro concerti, con Agnetha e Frida acconciate con due caschetti biondi, a ricordare proprio "la ragazza con i capelli biondo oro" del titolo. Il tema di questo brano, anch'esso abbandonato, fu ripreso per una canzone di ABBA – The Album intitolata Hole in your soul.
Il loro secondo lavoro compiuto è stato invece Kristina fran Duvemala, scritto insieme a Lars Rudolfsson e basato su un racconto dello scrittore svedese Vilhelm Moberg. Mamma Mia!, il loro terzo musical basato sulle canzoni degli ABBA, ottiene successo a Londra nei tardi anni novanta e in tutta Europa ancora ai nostri giorni, e ottenne una nomination nel 2002 per il Tony Award come Miglior musical. Grazie all'opera della sceneggiatrice Catherine Johnson, infatti, è stato possibile costruire una storia che riutilizzasse tutti i successi degli ABBA.

#### Fältskog e Lyngstad

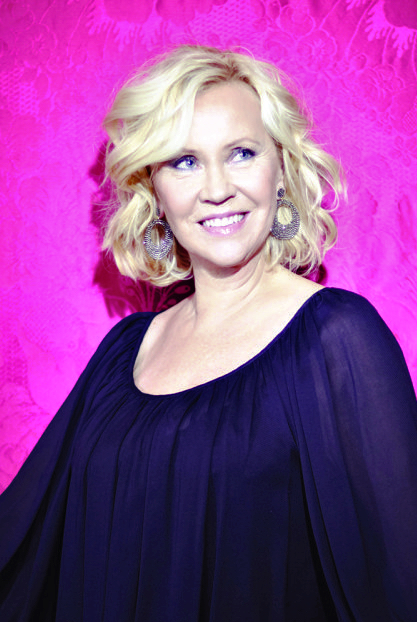
Agnetha Fältskog nel 2013

Dal canto loro, Agnetha e Frida, dopo lo scioglimento del complesso, affronteranno saltuarie realizzazioni in campo musicale, ottenendo soltanto moderati successi. Frida passerà sotto la produzione di Phil Collins nell'album Something's Going On (1982), il cui brano trainante, I Know There's Something Going On, sarà il grande successo della cantante come solista arrivando anche nella Top 20 negli Stati Uniti. Il successo arrivò anche in Italia quando Frida si esibì al Festival di Sanremo del 1983 come ospite, diventando una delle principali canzoni pop degli anni 80. Nel 1984 sarà prodotta da Steve Lillywhite nell'album Shine e questa sarà per molto tempo l'ultima sua uscita discografica. Nel 1996 tentò per l'ultima volta un'incisione discografica, cantando in svedese nell'album Djupa andetag, ma non ottenne più il successo internazionale avuto in precedenza.
Agnetha ricominciò la carriera solista con un album dal titolo significativo, Wrap Your Arms Around Me (Abbracciami), che, trainato dal singolo The Heat Is On, scalò le classifiche europee, arrivando anche a ottenere una Top 30 negli Stati Uniti con Can't Shake Loose. L'album successivo, Eyes of a Woman, ebbe meno successo del precedente. Nel novembre 1987 uscì il suo terzo album post-ABBA, I Stand Alone, che arrivò alla posizione n.1 in Svezia rimanendovi per otto settimane. Lo stesso anno Agnetha, costantemente tormentata dalla stampa scandalistica scandinava, decise di ritirarsi dalla vita pubblica interrompendo la sua carriera musicale.

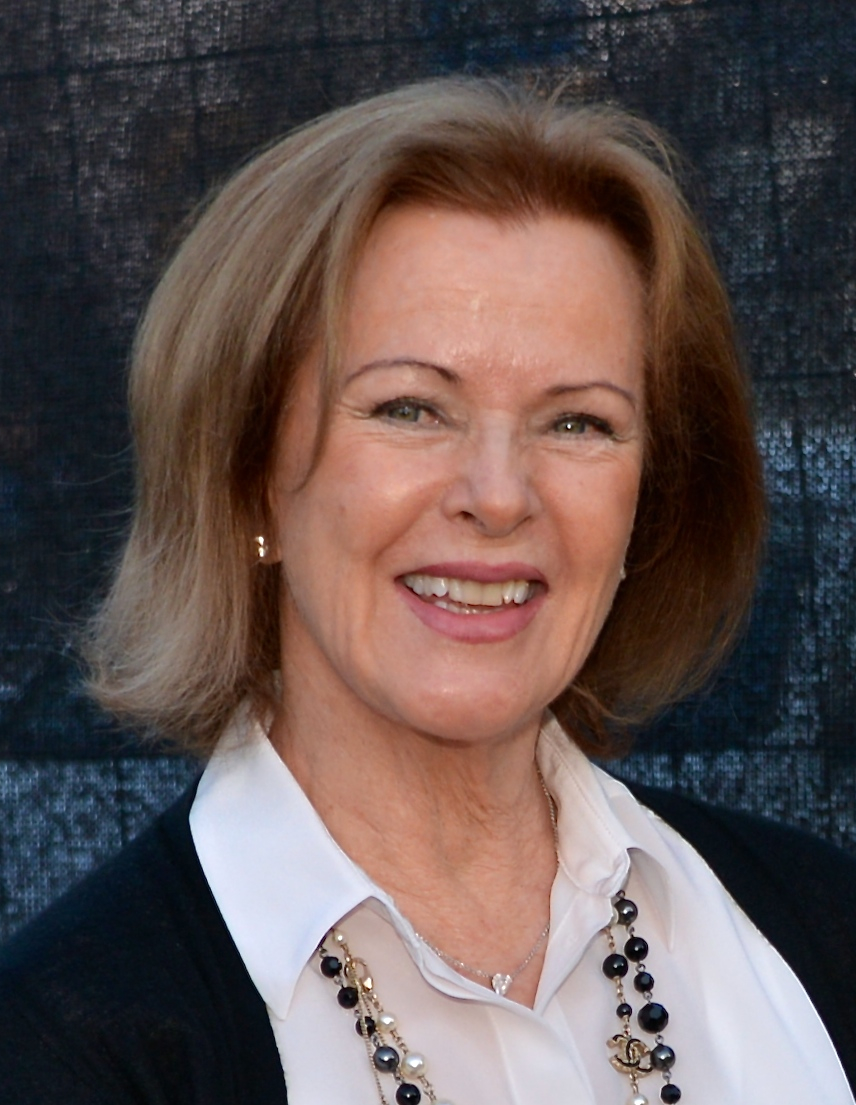
Anni-Frid Lyngstad a Stoccolma il 7 maggio 2013, in occasione dell'apertura del Museo degli ABBA

Nell'aprile 2004 uscì un nuovo disco solista di Agnetha, My Colouring Book (Il mio album da colorare), il primo dopo 17 anni di assenza dalle scene, che ottenne buone recensioni e vendette abbastanza bene in Svezia, Germania (al n. 6 delle classifiche), in Finlandia dove ricevette disco d'oro e in Gran Bretagna, dove guadagnò il disco d'argento e arrivò in Top 15. Il primo singolo estratto dall'album, If I Thought You'd Ever Change Your Mind, è ancora oggi la più grande hit solista di Agnetha nel Regno Unito, dove raggiunse l'undicesima posizione.
Nel settembre 2004 Frida registrò le canzoni di un nuovo album insieme a Jon Lord (già componente dei Deep Purple) e fece qualche rara apparizione nella televisione tedesca.
Nel 2013 Agnetha registrò e pubblicò il singolo I've Should Followed You Home, scritto e cantato con il cantante inglese Gary Barlow; il brano fa parte del quinto album da solista della cantante post-ABBA, intitolato A (anch'esso pubblicato nel 2013).

### Revival
Agli ABBA è stato dedicato un museo - l'ABBA The Museum - allestito in un ex-magazzino a sud di Stoccolma. Lo scopo del museo è di ricordare alle nuove generazioni l'attività del gruppo attraverso l'esposizione di cimeli e memorabilia, come abiti di scena, strumenti, dischi d'oro, ecc..
Il progetto - avviato nel 2006 dagli imprenditori Ewa Wigenheim-Westman e Ulf Westman e affidato per lo sviluppo del design agli architetti Peter Ullstad e Patrick Rehnberg - prevedeva la realizzazione, accanto al polo museale, di un punto di ristoro e di un gigantesco ABBA market, un luogo in cui fosse possibile acquistare dischi e gadget collegati al gruppo.
L'inaugurazione, prevista inizialmente per il 2009, è avvenuta il 7 maggio 2013 dopo aver subito diversi rinvii per difficoltà di ordine tecnico. È anche possibile effettuare un ABBA-City Walk, ovvero un tour a Stoccolma che prevede tappe in tutte le principali sedi in cui gli ABBA hanno trascorso la loro vita (comprese le loro case).
Nel 1992, durante un concerto degli U2 tenutosi a Stoccolma, il gruppo omaggiò gli ABBA interpretando Dancing Queen e invitando Björn Ulvaeus e Benny Andersson sul palco a suonare la chitarra e il piano. Nel settembre dello stesso anno uscì la raccolta ABBA Gold: Greatest Hits, che divenne un enorme successo commerciale. A oggi l'album ha venduto 26 milioni di copie, rimanendo nelle classifiche internazionali per anni e diventando l'album più venduto degli ABBA in assoluto.
Nell'aprile 1999 il musical Mamma Mia! debutta a Londra, dove ottiene grande successo.

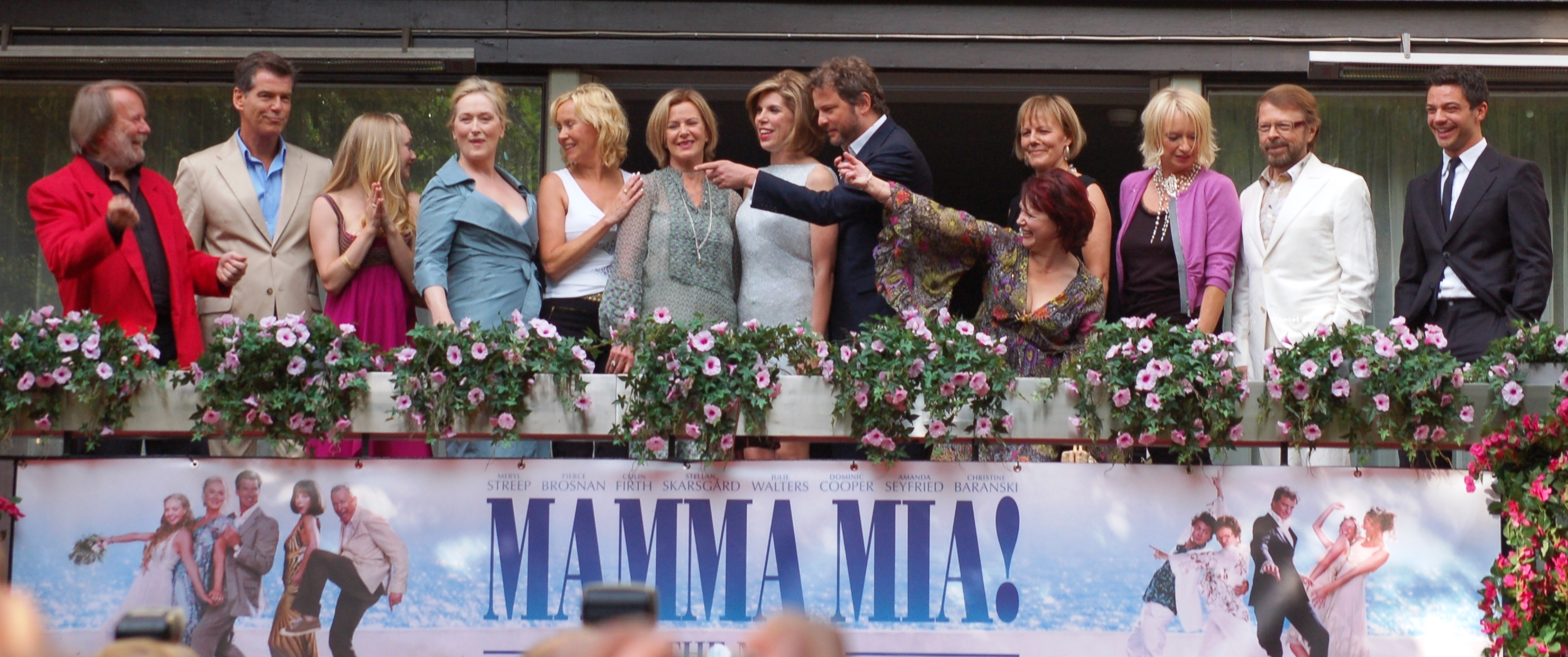
Gli ABBA nel 2008, insieme al cast di Mamma Mia!

Nel 2002 il gruppo entrò nel Vocal Group Hall of Fame statunitense.
Nel 2004, durante le semi-finali dell'Eurofestival tenutesi a Istanbul, esattamente trent'anni dopo la vittoria del gruppo con Waterloo, venne mandato in onda un ironico video dove a cantare sono quattro pupazzi che rappresentano gli ABBA. Björn, Benny, Frida e Agnetha hanno fatto un piccolo cameo nel video (dove si può vedere anche Cher).
Il 6 aprile 2004 tre ex componenti degli ABBA (Björn, Benny e Frida) ritornarono insieme per un'apparizione alla televisione inglese in occasione del 30º anniversario della vittoria all'Eurofestival del 1974, e apparirono nel dietro le quinte del musical Mamma Mia! nel quinto anno consecutivo di repliche a Londra.
Nel febbraio 2005 tutti e quattro i componenti del complesso apparirono in pubblico per la prima volta dopo molti anni nel galà d'apertura svedese del musical Mamma Mia! a Stoccolma.
Nell'ottobre 2005 la canzone Waterloo degli ABBA venne proclamata miglior canzone concorrente nella storia dell'Eurovision Song Contest. Successivamente, il governo svedese promosse l'idea di un museo dedicato alla storia del gruppo con sede a Stoccolma, denominato "ABBA The Museum", la cui apertura è avvenuta il 7 maggio 2013.
Parallelamente nacque l'iniziativa di produrre un film tratto dal musical Mamma Mia!, che si concretizzò nel 2006 con l'annuncio dell'inizio delle riprese fissato per il 25 giugno 2007: nel cast sono stati impegnati grandi nomi tra cui spiccano l'attrice statunitense Meryl Streep, l'irlandese Pierce Brosnan e l'inglese Colin Firth. Il film, intitolato Mamma Mia!, in Italia è uscito il 3 ottobre 2008.
In occasione dell'anteprima svedese, tenutasi il 4 luglio 2008 a Stoccolma, i quattro membri della band si sono ritrovati in pubblico dopo ventidue anni dall'ultima apparizione pubblica (avvenuta nel 1986). Nell'occasione Ulvaeus ha specificato che non c'è alcuna motivazione da parte del gruppo di riunirsi sul palcoscenico.
L'antologia Gold - Greatest Hits (uscita nel 1992) ritornò per la quinta volta alla posizione numero 1 in Regno Unito nell'agosto 2008, mentre la colonna sonora del film, Mamma Mia! The Movie Soundtrack, arrivò alla numero uno negli Stati Uniti, ricevendo il disco di platino.
Nel 2008 la Sony Computer Entertainment Europe in collaborazione con l'Universal Music ha fatto uscire SingStar ABBA per PlayStation 2 e PlayStation 3, contenente 20 canzoni del gruppo.
Il 22 gennaio 2009 Agnetha Fältskog e Anni-Frid Lyngstad si sono mostrate insieme in pubblico per ricevere il premio alla carriera dato dalla manifestazione musicale svedese "Rockbjörnen", dando una lunga intervista sul palco: le due cantanti hanno smentito le vecchie voci che non le davano amiche.
Nel dicembre 2010 Agnetha Fältskog, in un'intervista apparsa sul settimanale svedese M, ha dichiarato che gli ABBA torneranno nuovamente a cantare insieme.
I quattro membri stanno ancora discutendo sui modi e sui tempi ma sembra che l'idea di fondo non sia quella di un ritorno in grande stile con tour europei o mondiali ma, più semplicemente, di "partecipare ad alcuni eventi benefici".
Il 18 maggio 2013, durante l'Eurofestival in programma a Malmö, gli ABBA hanno presentato una nuova canzone dal titolo We Write the Story, composta con il disc jockey Avicii.

### La reunion

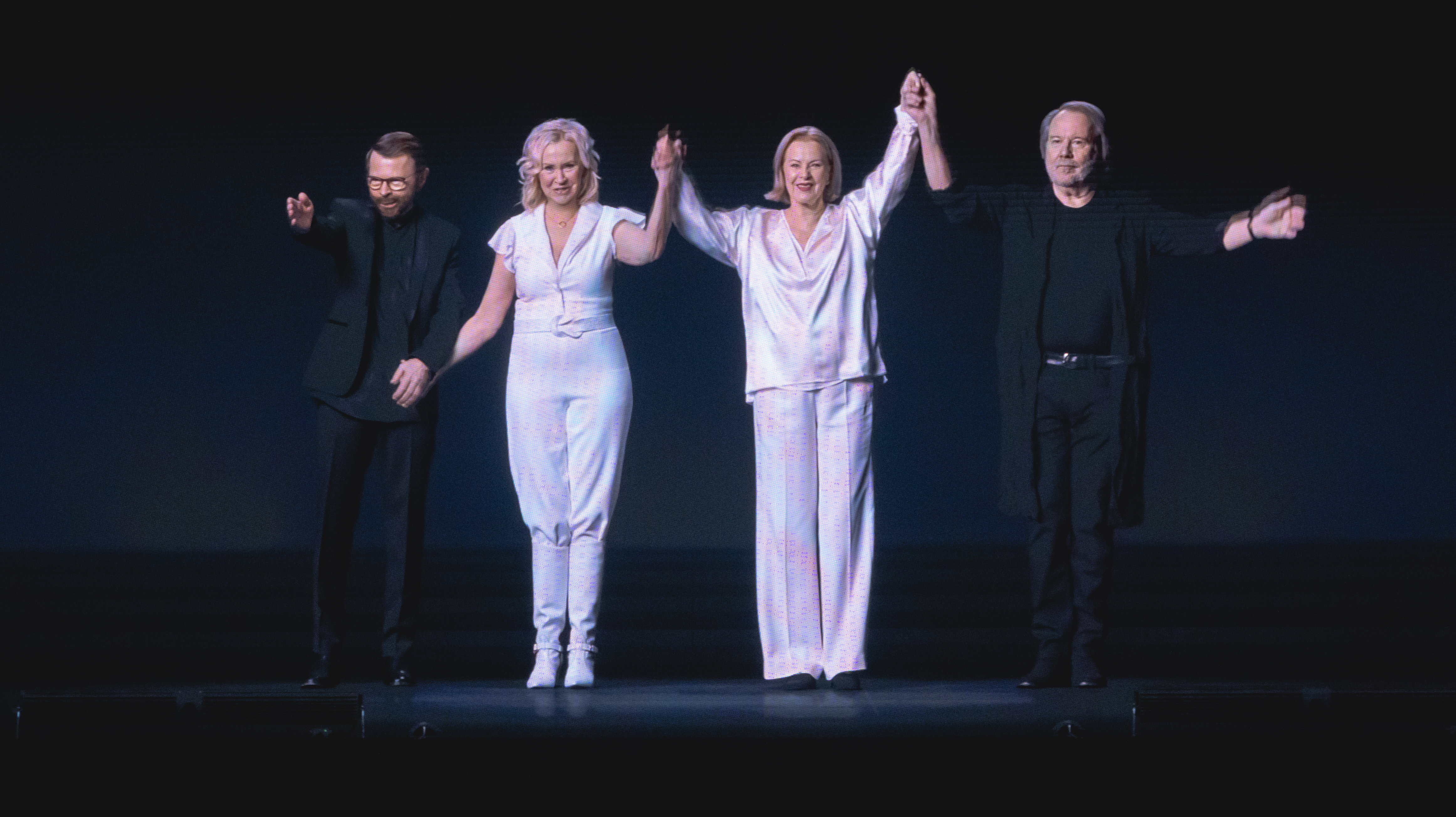
I cosiddetti ABBAtars chiudono ogni replica del concerto virtuale Voyage a Londra

Nel 2018 gli ABBA si riuniscono e incidono due nuovi brani, dei quali uno dal titolo I Still Have Faith in You. A settembre 2021, dopo aver inaugurato con successo il loro canale ufficiale su TikTok, il gruppo ha annunciato il loro primo (e ultimo) album in studio dopo quasi 40 anni (nonché il nono in totale), Voyage, in uscita il successivo 5 novembre.
In contemporanea, oltre alla pubblicazione dei due singoli I Still Have Faith in You e Don't Shut Me Down, viene rivelata anche la programmazione di un concerto virtuale a 10 elementi previsto dal 27 maggio 2022 presso il Queen Elizabeth Olympic Park di Londra. Il terzo singolo estratto è Just a Notion, brano registrato nel 1978 ma mai pubblicato prima fino a tale occasione, seguito da Little Things, un brano natalizio.

## Stile musicale
Tanto puliti nella produzione delle loro tracce quanto accurati nella composizione delle melodie e armonie, gli ABBA si sono votati a un europop dalle armonie a metà strada fra quelle dei Beach Boys e quella dei Mamas and Papas. È stato messo in evidenza il carattere "kitsch" e "hollywoodiano" del loro stile, che talvolta è debitore del folk europeo e della disco music, stile di cui si sentono forti richiami in diversi loro brani ballabili. Alcuni riconducono la pop band svedese al formato radiofonico middle of the road di cui si sentono tracce nel loro stile testuale.

## Stile compositivo
Il gruppo, soprattutto Benny e Björn, componeva nell'isola di Lidingö, di fronte Stoccolma, dove abitavano, a pochi minuti dagli studi discografici. Qui creavano solo le musiche, senza testo; poi provavano in studio con Agnetha e Frida con testi fittizi scritti velocemente da Björn. Dopo molte ore di prove e di scambi di opinioni e vari miglioramenti, si determinava la base musicale definitiva e poi si procedeva agli arrangiamenti per migliorare la musica. Dopo questa fase, Björn componeva i testi, ritornato a casa. La sua teoria era che il testo sarebbe uscito fuori da solo dopo tutte le volte che aveva provato e riprovato col gruppo. La seconda fase era la prova con il testo e Benny e Björn cercavano di scegliere la voce solista a turno, senza privilegiare una delle due componenti femminili.
Un esempio di composizione che non ebbe il risultato atteso fu Summer Night City che, nonostante l'ottima base musicale, venne provata in molte versioni senza riuscire a dare il risultato atteso.
In una intervista alla rivista italiana Panorama (n. 28 di luglio 2010), Benny ha dichiarato di essersi ispirato ai Beatles e soprattutto alla musica melodica italiana fine anni Sessanta e inizi anni Settanta, citando nello specifico Peppino Gagliardi e Nicola Di Bari, come autori e interpreti.

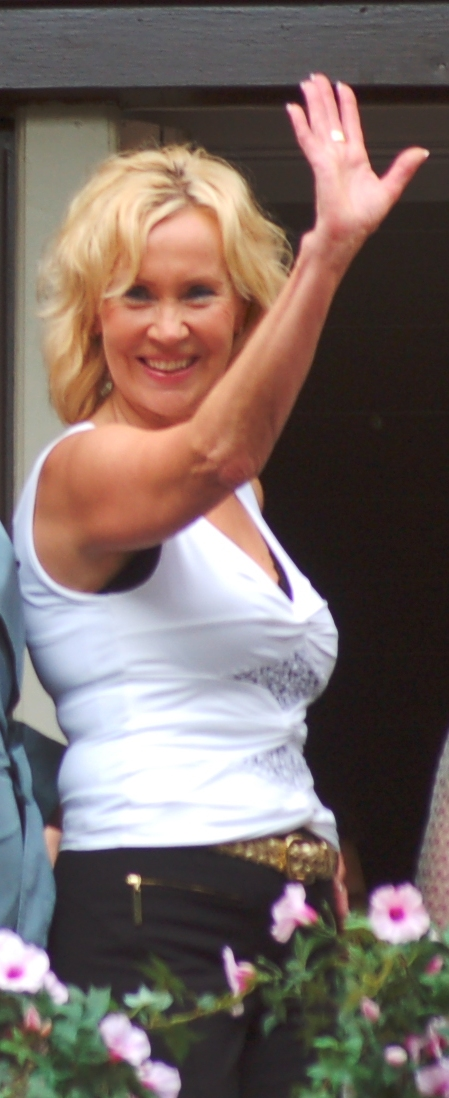
Agnetha Fältskog nel 2008

## Moda e video musicali

### I costumi
Gli ABBA sono rimasti famosi anche per i loro costumi colorati (l'apogeo della moda anni settanta), e per i loro video musicali che accompagnavano alcuni tra i loro più grandi successi, considerati tra i primi esempi nel loro genere. Ha fatto epoca, ad esempio, un costume indossato da Agnetha in una tournée australiana, una tuta di calzamaglia che metteva in evidenza il suo corpo. I giornali ne parlarono molto, mettendo quasi in secondo piano la loro musica e premiando il coraggio della cantante.

### Video musicali
Quasi tutti i videoclip degli ABBA furono diretti da Lasse Hallström, che li diresse anche in ABBA – The Movie. 
Preferirono curare in ogni particolare anche gli aspetti visivi uniti alla perfezione sonora dei brani, preoccupandosi di farli uscire in tutte le nazioni dove il brano stazionava ai primi posti delle classifiche. Alcuni di questi video sono diventati dei classici. Soprattutto quello relativo a Knowing Me, Knowing You satireggiato in una trasmissione leggera di successo della BBC Not the Nine O'Clock News e reintitolato Super Dooper, mentre alla loro entrata in studio, i conduttori Steve Coogan e Alan Partridge gridano «A-ha!», che è la seconda parola del testo originale della canzone.

## Record e popolarità
Le vendite mondiali certificate degli ABBA sono di circa 72 milioni di copie, di cui 12 milioni solo negli Stati Uniti. Mentre le vendite mondiali stimate si aggirano intorno ai 150 milioni di copie, esistono anche altre fonti secondo cui le vendite stimate si aggirano intorno ai 370-400 milioni di copie, ma in netto contrasto se paragonati alle vendite certificate, risultando quindi poco realistiche.
Alcuni primati confermano la fortuna della band:
- Al 2008, il fortunato singolo Fernando del 1976 detiene ancora, insieme a Hey Jude, il record del maggior numero di settimane (quattordici) di permanenza al primo posto nelle classifiche australiane. Dancing Queen vi rimase per otto settimane, Mamma Mia per dieci.
- Il 20 agosto 1976, Channel 9 in Australia trasmise alle 18:30 un programma, Bandstand, che parlava dell'arrivo degli ABBA la settimana precedente. I dati di ascolto rilevarono che più di metà della popolazione guardò la trasmissione e che lo share toccò il 54%, un record precedentemente detenuto dalla diretta dell'allunaggio del 1969, e tuttora imbattuto[40].
- Oltre a essere un acronimo, "ABBA" è anche palindromo. Nel 1975, la canzone S.O.S. degli ABBA divenne la prima canzone dal titolo palindromo registrata da un gruppo con un nome palindromo a sfondare le classifiche di vendita.
- ABBA entrò nella Vocal Group Hall of Fame nel 2002.
- L'album Greatest Hits (1975) è l'album più venduto in assoluto in Nuova Zelanda.
- In Gran Bretagna, gli ABBA inanellarono diciotto successi da Top 10 di fila (di cui nove alla vetta), a partire da Waterloo (1974) fino a One Of Us (1981), e nove album al primo posto della classifica, l'ultimo dei quali, ABBA Gold, uscì nel 1992. Quest'ultimo ha il record di presenza nella classifica britannica, con oltre 400 settimane di permanenza. Il 3 agosto 2008, inoltre, dopo nove anni dall'ultima volta, l'album è tornato al primo posto nella vetta dei dischi più venduti[41].
- ABBA Gold è l'album più venduto di tutti i tempi in Svizzera, dove ha raggiunto le 500 mila copie vendute.
- Contrariamente a quanto comunemente ritenuto, gli ABBA godettero di un'ottima fama anche negli Stati Uniti: ben quattordici singoli sono entrati in Top 40, di cui dieci in Top 20 e quattro Top 10. Dancing Queen arrivò al primo posto e Take a Chance on Me al terzo, con l'assegnazione di un disco d'oro a entrambi. Nove album entrarono nella Top 200, di cui sette nella Top 50, tra i quali The Album raggiunse la massima posizione (14º); cinque furono premiati con il disco d'oro e tre con quello di platino. Tra questi, ABBA Gold (1992), pur non entrando mai nella Top 50, registrò oltre sei milioni di copie vendute al 2006.

## Riproposizioni e cover
La discografia degli ABBA fu oggetto di numerose cover da parte di migliaia di gruppi più o meno famosi: la band greca Raining Pleasure ha, per esempio, pubblicato la miglior cover di Dancing Queen per la colonna sonora del film Hardcore di Dennis Heliades; o ancora il successo degli Edelweiss Bring Me Edelweiss (1989) utilizzava parti dei testi e degli accordi di S.O.S (questo provocò peraltro alcune controversie tra Bjorn & Benny e il manager Stig che aveva ceduto i diritti senza consultarsi). Madonna ha inserito la parte di tastiere di Gimme! Gimme! Gimme! nel brano Hung Up, tratto dall'album Confessions on a Dancefloor. La cantante australiana Kylie Minogue ha inciso una cover del brano Dancing Queen, presentata prima nel suo tour Intimate&Live del 1998 e successivamente alle Olimpiadi di Sydney del 2000. Il chitarrista svedese Yngwie Malmsteen realizzò la cover di Gimme! Gimme! Gimme! (A Man After Midnight) modificando leggermente il testo nel ritornello.
Nel giugno 1981, dopo il successo ottenuto con il primo album e relativi singoli estratti della serie Stars on 45 del progetto omonimo, la casa discografica olandese CNR, in collaborazione con la Red Bullet Productions, pubblicò, dapprima nei Paesi Bassi e, in seguito, in altri paesi del mondo, il singolo More Stars che conteneva un medley di 8 brani di successo degli ABBA, in versione cover, introdotti e chiusi dalla track title Stars On 45. I brani del quartetto svedese riproposti erano, nell'ordine, Voulez-Vous, S.O.S., Bang-A-Boomerang, Money, Money, Money, Knowing Me, Knowing You, Fernando, The Winner Takes It All e Super Trouper. Il singolo fu seguìto, sempre nello stesso mese, da una versione 12" (Mix) in cui i brani degli ABBA figuravano assieme a ulteriori titoli di successo di altri artisti e/o band internazionali (anch'essi in versione cover). Nell'agosto dello stesso anno venne realizzato l'album Stars On 45 Long Play Album Volume II, il cui lato B dei supporti in vinile e musicassetta, conteneva una versione estesa del 45 giri originale a cui erano state aggiunte altre 5 canzoni degli ABBA, più una versione "Reprise" di Super Trouper già presente nel singolo. Le cinque bonus tracks (più la versione reprise) furono Dum Dum Diddle, Lay All Your Love on Me, On and On and On, Super Trouper, Summer Night City e Gimme! Gimme! Gimme! (A Man After Midnight). Nelle versioni cover sia dei singoli sia dell'album di Stars On 45, le voci di Agnetha Fältskog e Anni-Frid Lyngstad furono interpretate dalla cantante olandese Claudia Hoogendoorn.
Il duo musicale inglese Erasure ha pubblicato nel 1992 l'EP ABBA-esque, contenente le canzoni Lay All Your Love On Me, S.O.S., Take a Chance on Me e Voulez-Vous, e raggiungendo per la prima volta in carriera il nº1 nella hit parade dei singoli nel Regno Unito, rimanendovi per cinque settimane.
La band heavy metal svedese Therion ha eseguito una ben riuscita versione di Summer Night City in chiave heavy metal con inserti di musica sinfonica e cantanti lirici. Del brano è stato tratto anche un videoclip.
Brani del gruppo sono reperibili in numerosi film e programmi televisivi: la colonna sonora del fortunato film australiano Le nozze di Muriel (1994) fu impreziosita da parecchi brani degli ABBA: Waterloo, Dancing Queen, Mamma Mia, Fernando e I Do, I Do, I Do, I Do, I Do (tanto da indurre a ritenerlo quasi un tributo al gruppo). Anche un altro film australiano del 1994 Priscilla, la regina del deserto proponeva Mamma Mia! cantata da due drag queen (elevando gli ABBA allo status di icona gay). Infatti una di loro reca con sé una "certa reliquia" (delle feci conservate sotto spirito di un membro del gruppo svedese).
Gli ABBA vantano inoltre una folta schiera di tribute band, come i Björn Again, i quali ebbero tanto successo che nel 2004 erano ben cinque le band "Björn Again" che cantavano in diverse parti del mondo. Quella originale fece tour per oltre quindici anni, superando addirittura gli ABBA originali. Remix techno e house di alcuni successi furono pubblicati nella compilation Abbacadabra, dell'omonima tribute. Fra le band tributo non sono da dimenticare i più recenti A-Teens, gruppo di adolescenti che alla fine degli anni novanta e l'inizio del 2000 riproposero tutti i più grandi successi del gruppo svedese. Si trova inoltre il quartetto vocale degli Omelet che dal 1978 al 1982 hanno vantato un periodo di discreto successo, partecipando anche al Festival di Sanremo 1980 e a Fantastico Uno (Rai 1) come ospiti fissi. Da segnalare inoltre tra le tante tribute band: Abba Girls, Abba Gold, ABBA-Feeling (Ungheria), Abba Revival e la Platinum ABBA, ritenuta dal quotidiano London Evening Standard «migliore dell'originale», nonché la band svedese ABBA the Show, fondata nel 1996, e le italiane AbbaShow e AKKA.
Da segnalare altre due ottime cover in chiave heavy metal di Gimme, Gimme, Gimme e Lay Your Love On Me rispettivamente del chitarrista svedese Yngwie Malmsteen contenuta nella raccolta Best of Yngwie Malmsteen: 1990-1999 e del cantante Tobias Sammet nel suo progetto Avantasia contenuta nell'album: Lost In Space (Part.1).
Il musical creato da Björn e Benny Mamma Mia! ebbe una nomination a Broadway per il Tony Award come "Miglior musical" nel 2002. Tuttavia, gli autori delle canzoni, Benny e Björn, non erano capaci di scrivere la musica sulla carta ma soltanto Agnetha ne era capace. Questo creò non pochi problemi in sede di realizzazione del musical; infatti, gli attori e i musicisti furono costretti a ricavare da sé gli spartiti delle canzoni che Björn e Benny facevano ascoltare loro.
Il film danese Le mele di Adamo (Adams æbler) del 2005, diretto da Anders Thomas Jensen, rende costantemente omaggio agli ABBA: il sacerdote protagonista della pellicola inserisce nella propria auto, per ogni viaggio, una musicassetta del gruppo svedese.
Nel 2008 le due sorelle australiane Kylie Minogue e Dannii Minogue hanno inciso una cover del brano The Winner Takes It All contenuta nella colonna sonora del programma inglese The Beautiful People.
Nel 2011 la band italiana Mastercastle ha inciso la cover del brano Lay All You Love on Me, prodotto dal chitarrista Pier Gonella e dalla cantante Giorgia Gueglio e inserito come bonus track del disco Dangerous Diamonds.

## Formazione
- Benny Andersson – voce, pianoforte, tastiere, sintetizzatore, sintetizzatore Moog, Mellotron, fisarmonica, campane tubolari, marimba (1972-1982, 2018-2022)
- Agnetha Fältskog – voce (1972-1982, 2018-2022)
- Anni-Frid Lyngstad – voce (1972-1982, 2018-2022)
- Björn Ulvaeus – voce, chitarra, chitarra acustica, banjo (1972-1982, 2018-2022)

## Discografia
- 1973 – Ring Ring
- 1974 – Waterloo
- 1975 – ABBA
- 1976 – Arrival
- 1977 – The Album
- 1979 – Voulez-Vous
- 1980 – Super Trouper
- 1981 – The Visitors
- 2021 – Voyage

## Concerti
- 1974/75, tour europeo
- 1975, Folkpark tour
- 1977, tour europeo e australiano
- 1979, tour nordamericano ed europeo
- 1980, tour giapponese

## Premi e riconoscimenti
- 1974 – Eurovision Song Contest (Brighton) (UK)
- 1974 – Der Goldene löwe (Il Leone d'oro) (Germania)
- 1977 – Best Vocal Group of 1976 (UK)
- 1978 – Best Vocal Group of 1977 (UK)

## Videogiochi
- 2008 - Singstar ABBA
- 2011 - ABBA: You can dance
- 2022 - Let's Sing Presents ABBA